# Kloster Maulbronn

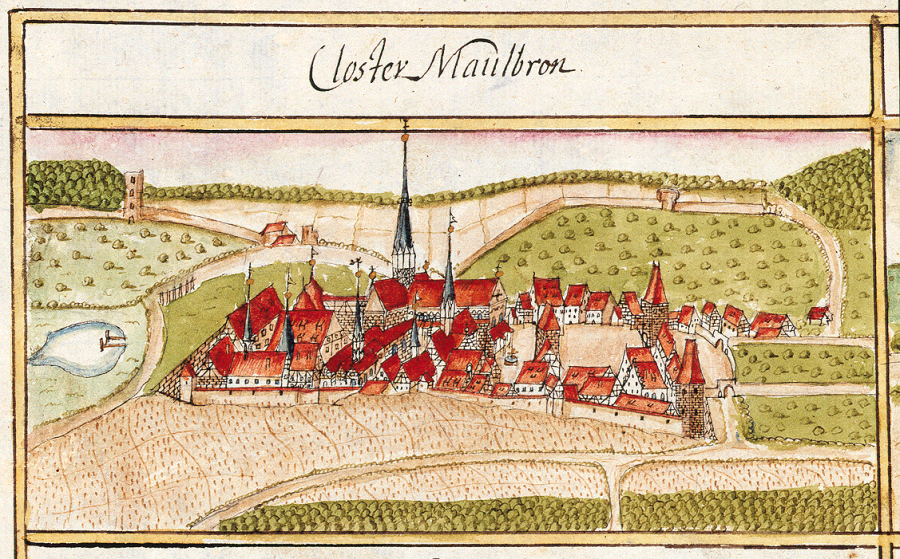
Das Kloster Maulbronn im Forstlagerbuch 1684 von Andreas Kieser

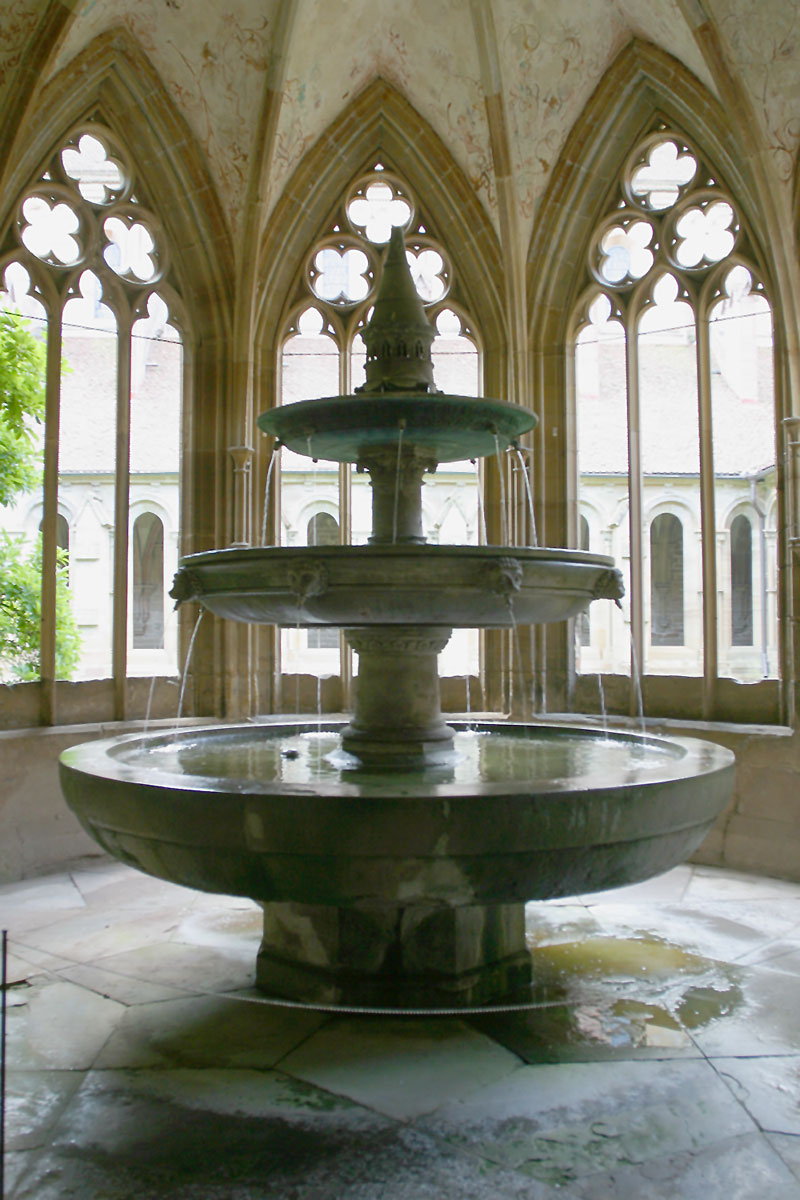
Brunnenhaus, Innenansicht

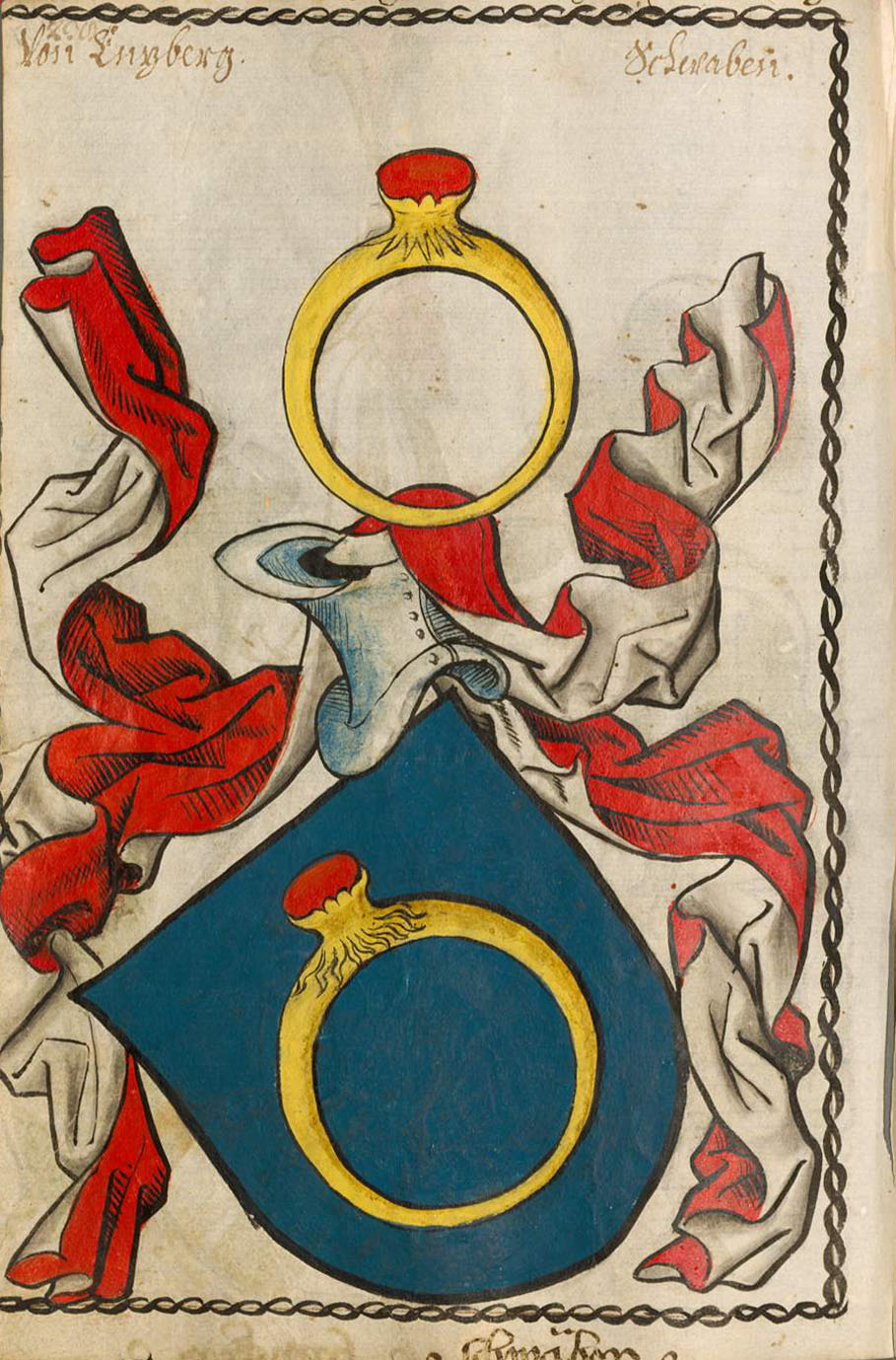
Wappen der Herren von Enzberg

Das Kloster Maulbronn ist eine ehemalige Zisterzienserabtei in der Ortsmitte von Maulbronn im Enzkreis in Baden-Württemberg. Die Kleinstadt Maulbronn mit Kloster liegt am Südwestrand des Strombergs, der sich im südlich des Odenwalds und nördlich des Schwarzwalds gelegenen Kraichgau erhebt. Die nächste Großstadt ist Pforzheim. Maulbronn gilt als die am besten erhaltene mittelalterliche Klosteranlage nördlich der Alpen. Hier sind alle Stilrichtungen und Entwicklungsstufen von der Romanik bis zur Spätgotik vertreten.
Innerhalb der Anlage, die von einer Mauer umschlossen ist, liegen unter anderem mehrere Restaurants, die Polizei, das Rathaus von Maulbronn und andere Verwaltungsämter. In den Klostergebäuden befindet sich auch ein evangelisches Gymnasium mit Internat (Evangelische Seminare Maulbronn und Blaubeuren).
Das Kloster Maulbronn ist seit Dezember 1993 UNESCO-Welterbe.

## Geschichte

### Gründung
Unter der Ägide des Abtes Bernhard von Clairvaux erhielt der Zisterzienserorden auch in Deutschland großen Zulauf. In Südwestdeutschland ließ sich der Edelfreie Walter von Lomersheim von der Begeisterung anstecken. Er stiftete sein Erbgut Eckenweiher zwischen Mühlacker und Lienzingen zur Gründung eines Zisterzienserklosters, in das er selbst als Laienbruder einzutreten gedachte. Zu diesem Zweck entsandte das Kloster Neuburg im Elsass einen Abt und zwölf Mönche – wie es heißt nach der Zahl der Apostel.
Mit der Neugründung dieses Klosters wurde Abt Dieter von der Primarabtei Morimond betraut, der am 24. März 1138 eintraf. Die Lage der gestifteten Ländereien scheint jedoch der Klostergründung wenig förderlich gewesen zu sein. Unter anderem fehlte es wahrscheinlich an Wasser.
Um 1146 nahm sich der zuständige Bischof von Speyer Günther von Henneberg der Sache an. Er erklärte den Ort für untauglich und schenkte dem Kloster das Bischofslehen zu Mulenbrunnen in einem abgeschiedenen Waldtal der Salzach. Vermutlich im Sommer des Jahres 1147 wurde es dorthin verlegt.

### Weitere Entwicklung
Die Anlage entwickelte sich schnell zu einem wirtschaftlichen, gesellschaftlichen und politischen Zentrum der Region.
Das Kloster stand ab 1156 unter Schirmvogtei des Kaisers Friedrich I. (HRR) (Barbarossa). Im Jahr 1232 wurde die kaiserliche Vogtei bestätigt. Der Konvent wählte dann jedoch den Bischof von Speyer zum Beschützer der Abtei. Dieser scheint die Vogtei als Untervogtei seinem Ministerialen Heinrich von Enzberg verliehen zu haben, der ab 1236 als Schirmer der Abtei urkundlich fassbar wird. Über die folgenden Jahrzehnte kam es immer wieder zu teilweise gewaltsamen Streitigkeiten mit den Herren von Enzberg, die versuchten, ihre Vogtei über das Kloster zum Ausbau der eigenen Position zu nutzen. Ab 1325 wurden die Pfalzgrafen bei Rhein mit der Schirmvogtei betraut.
Während des bayerisch-pfälzischen Erbfolgekrieges belagerte im Jahr 1504 Herzog Ulrich von Württemberg das Kloster, das nach siebentägiger Belagerung fiel.
Im Deutschen Bauernkrieg 1525 wurde das Kloster von aufständischen Bauern geplündert. Der Böckinger Bauernführer Jäcklein Rohrbach hielt sich damals in Maulbronn auf und beklagte sich bei Hans Wunderer über die Unordnung unter den Aufständischen, die sich nicht darauf einigen konnten, ob das Kloster verbrannt, abgerissen oder verkauft werden solle. Der Einmischung Rohrbachs ist es zu verdanken, dass die Gebäude erhalten blieben.

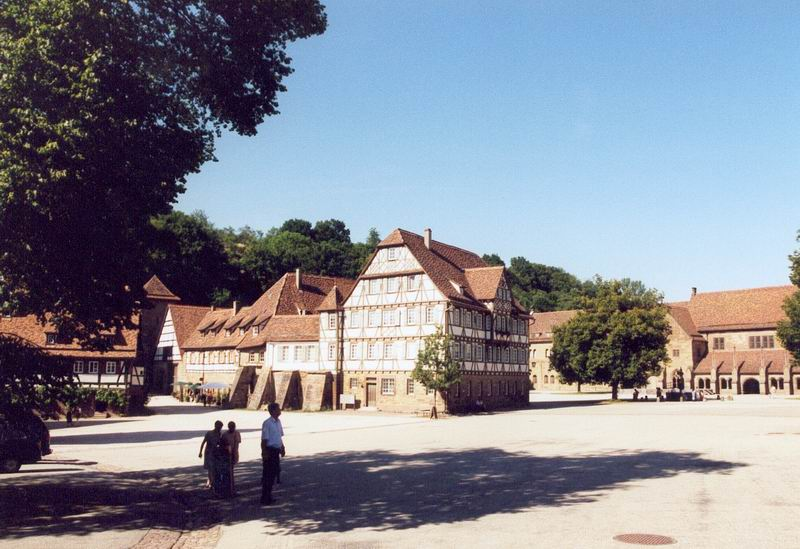
Innenhof der Klosteranlage
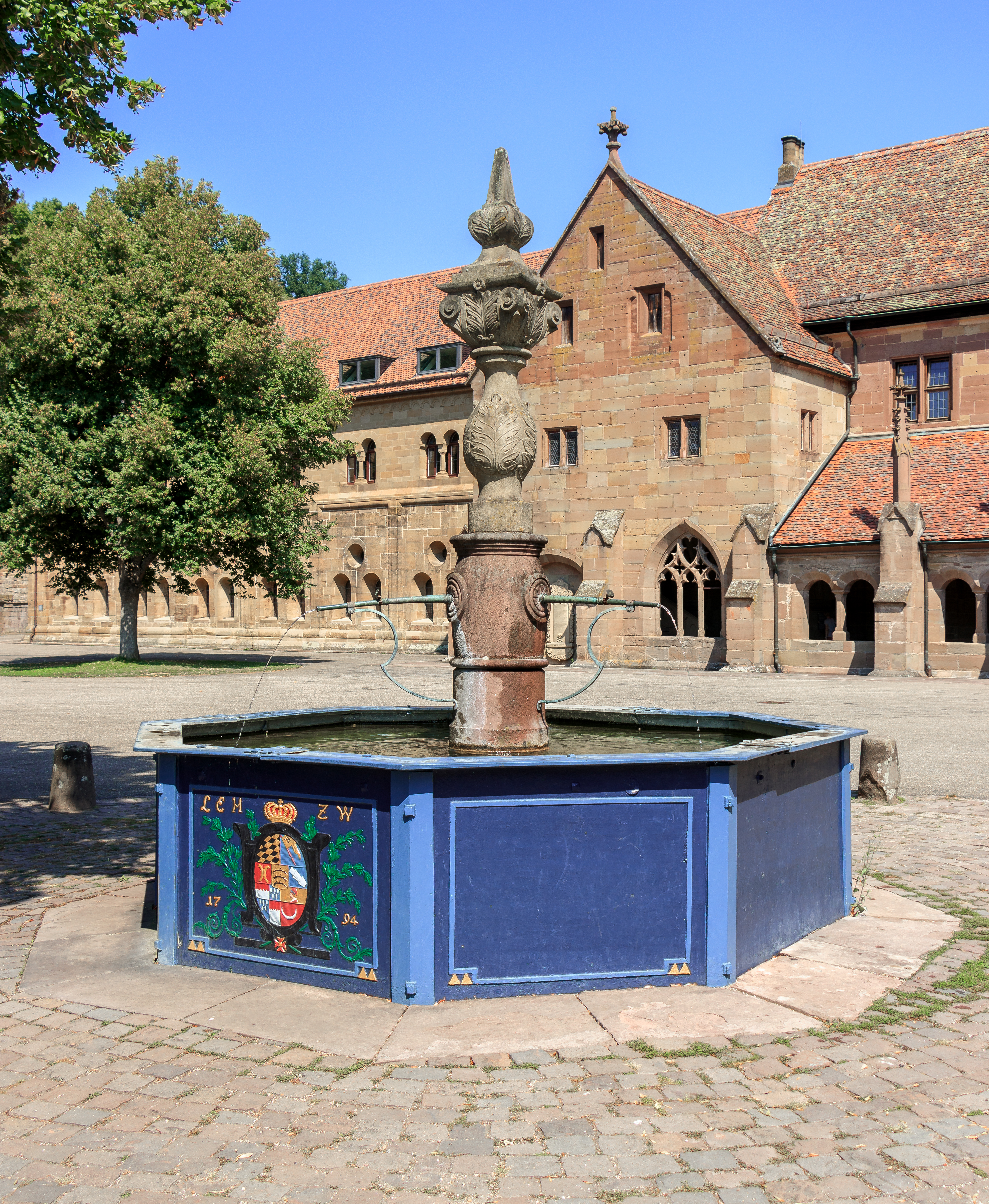
Klosterbrunnen mit Wappen von Herzog Ludwig Eugen
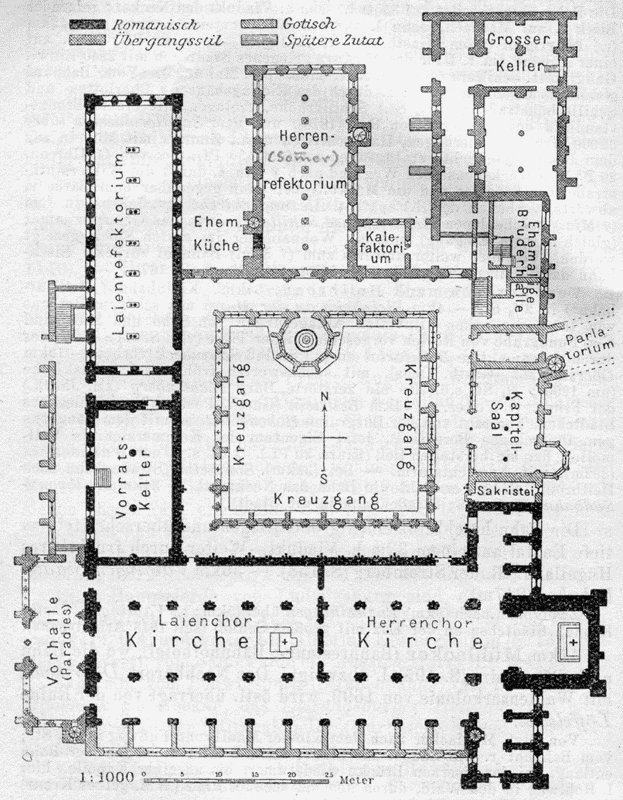
Plan der Klausur
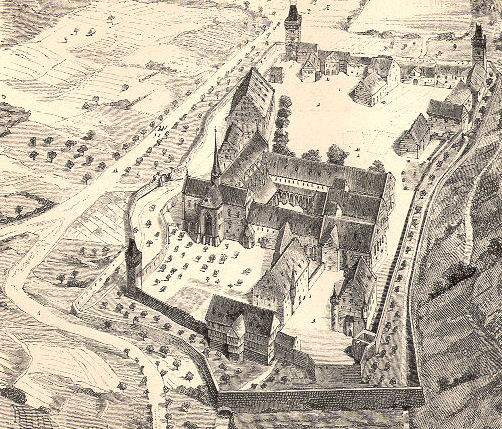
Ansicht von Osten (Rekonstruktionszeichnung von 1891)
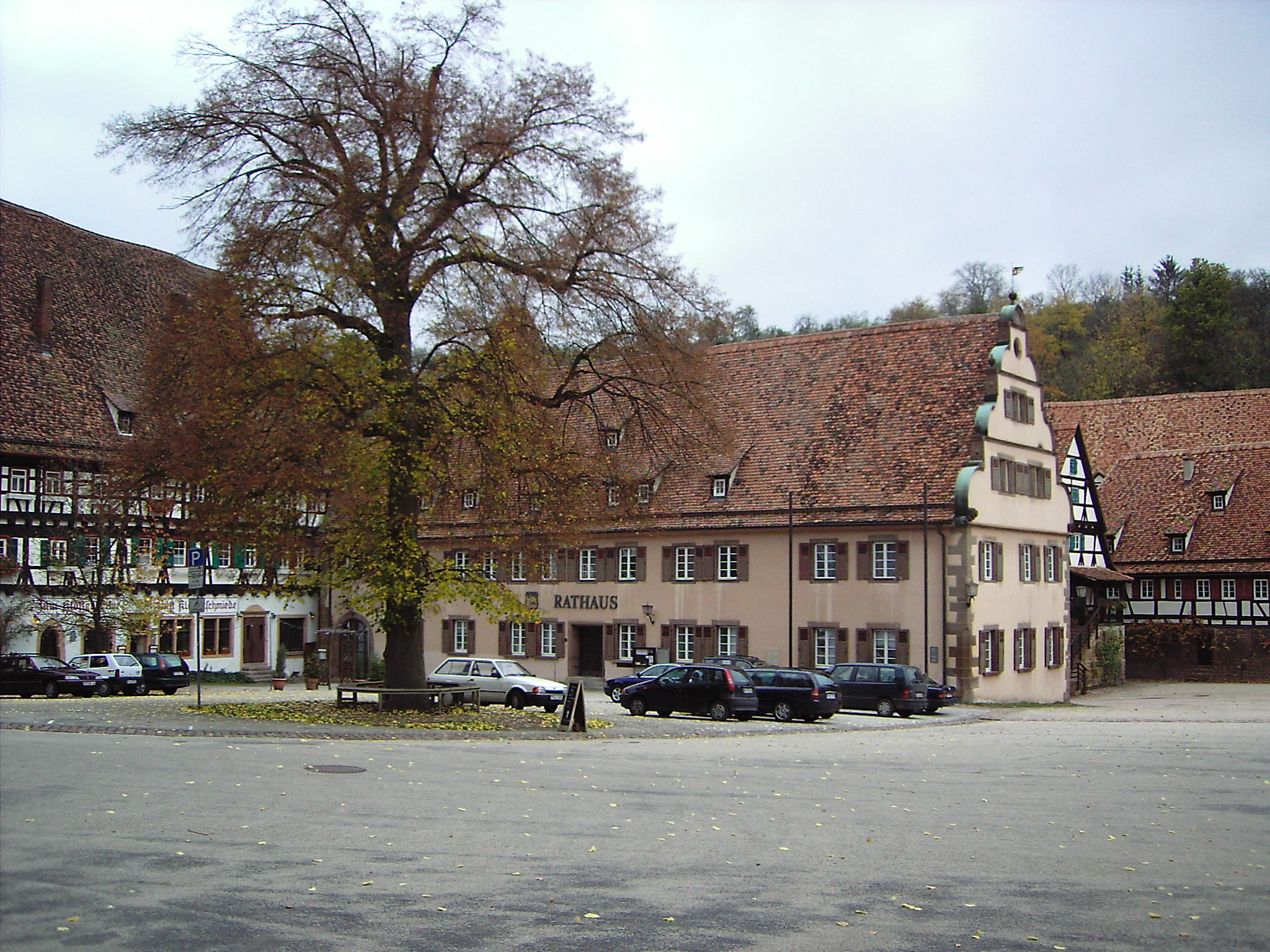
Marstall (heute Rathaus der Stadt Maulbronn), links die Klosterschmiede
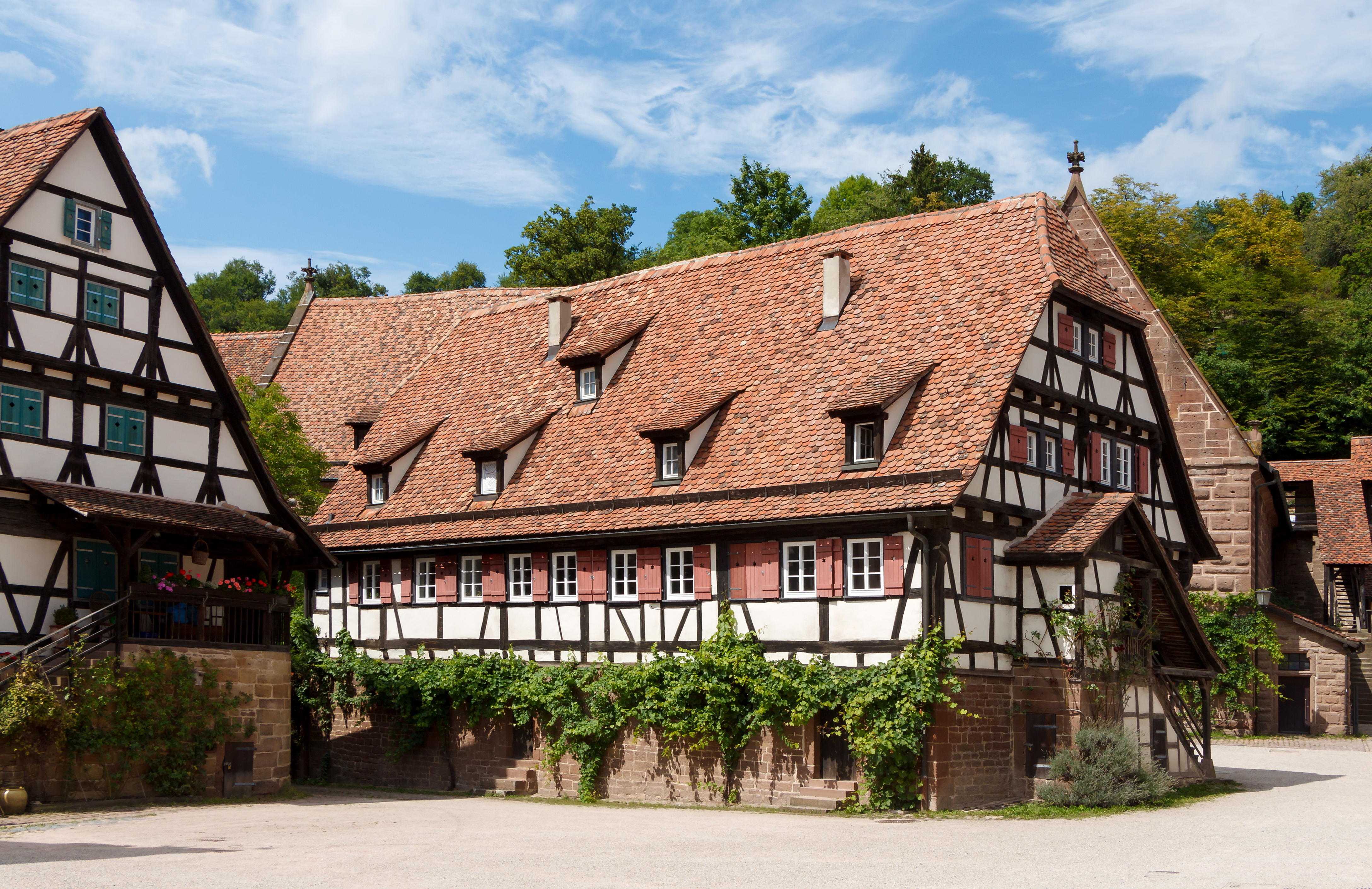
Pfisterei
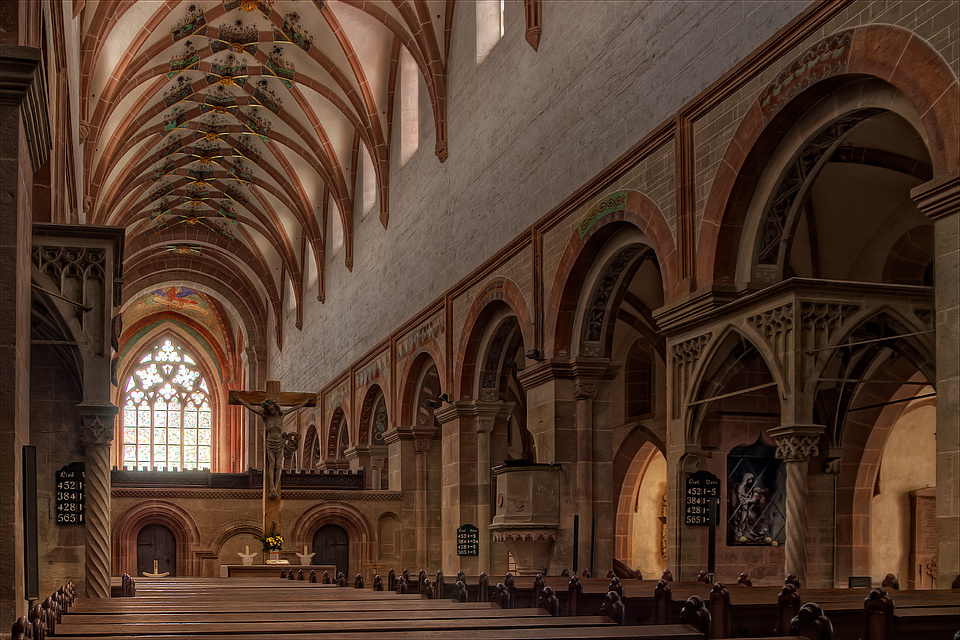
Klosterkirche (Innenansicht)
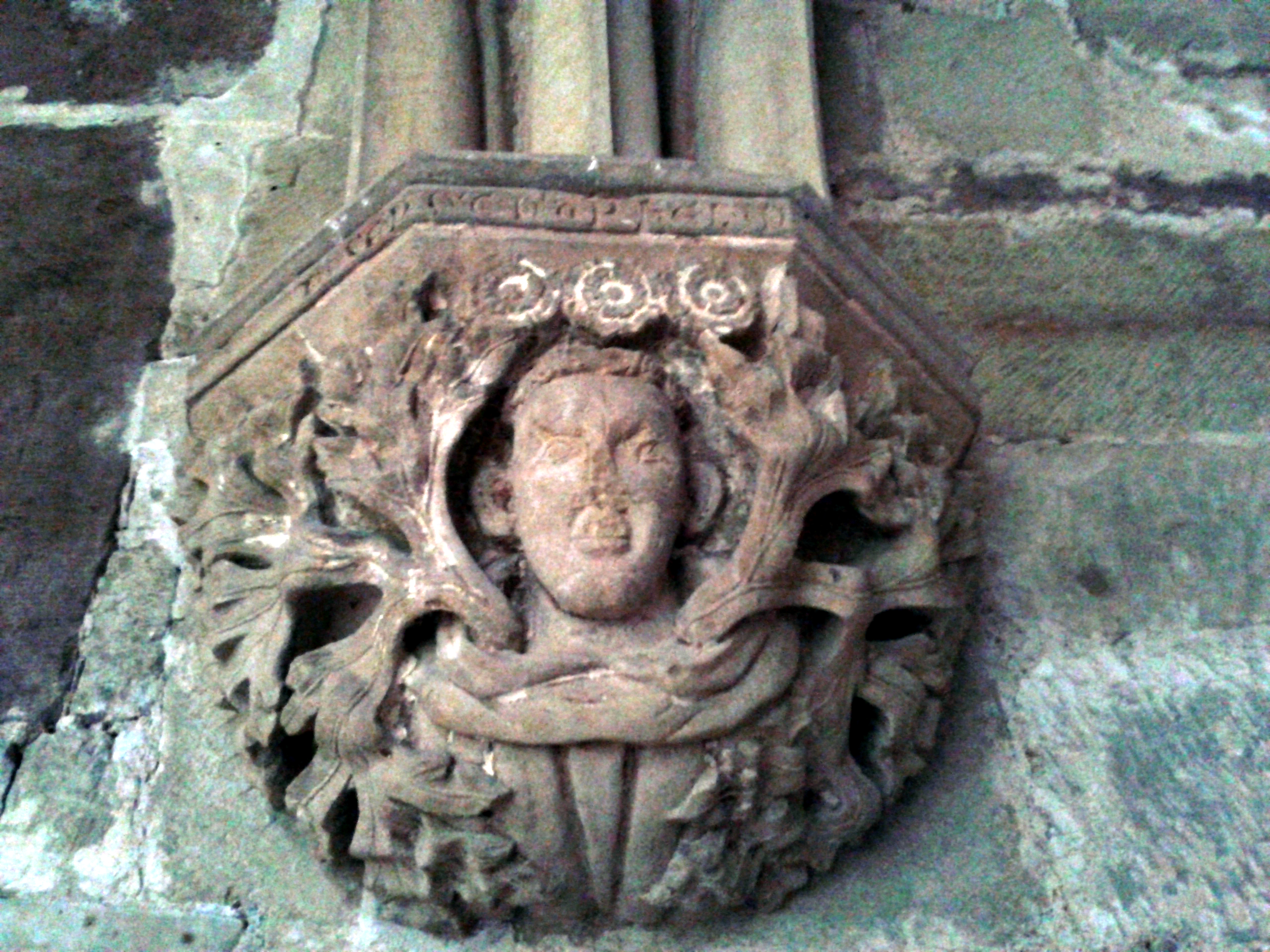
Blattmaske Konsole
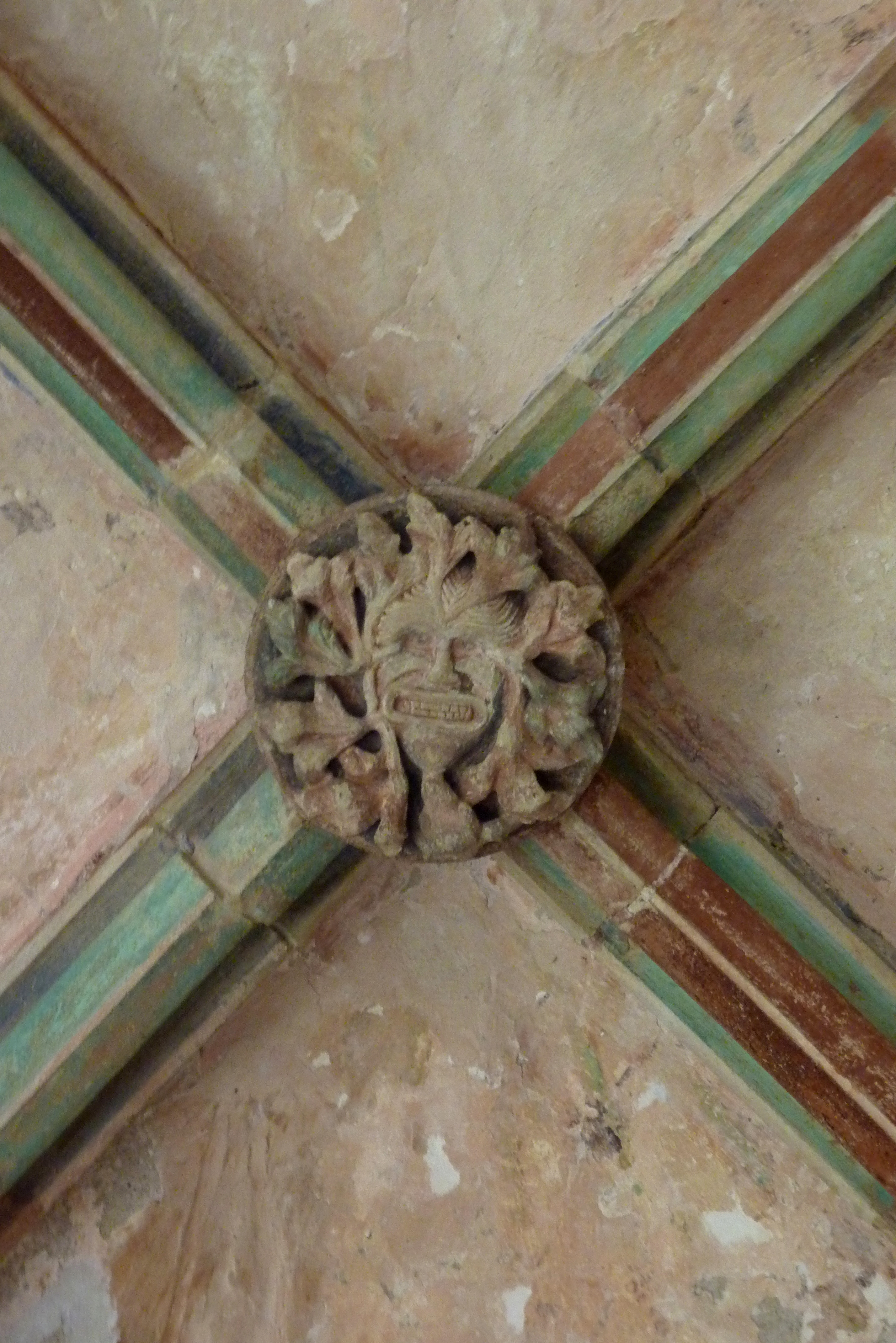
Schlussstein Gewölbe mit Blattmaske
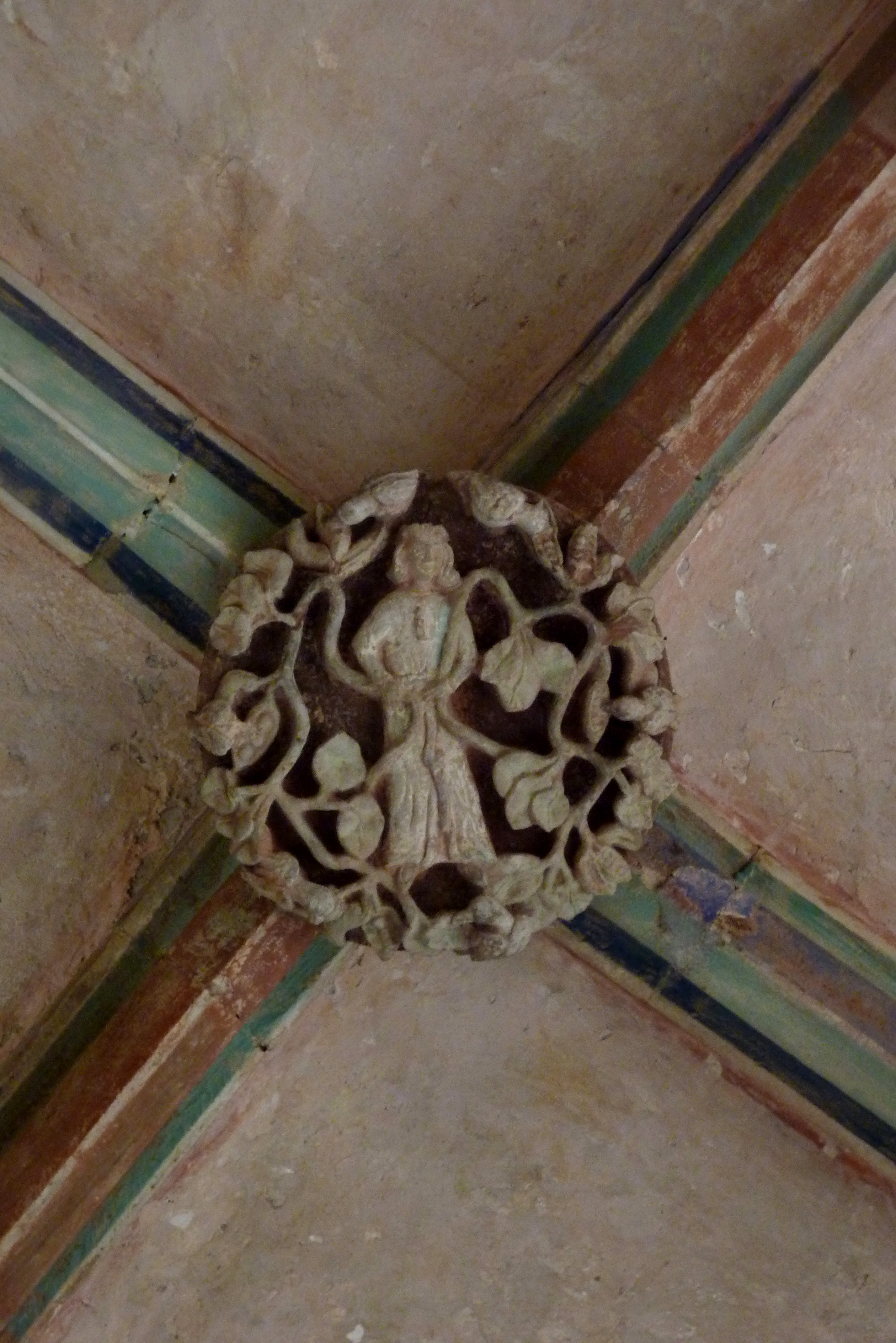
Schlussstein Figur in Ranken
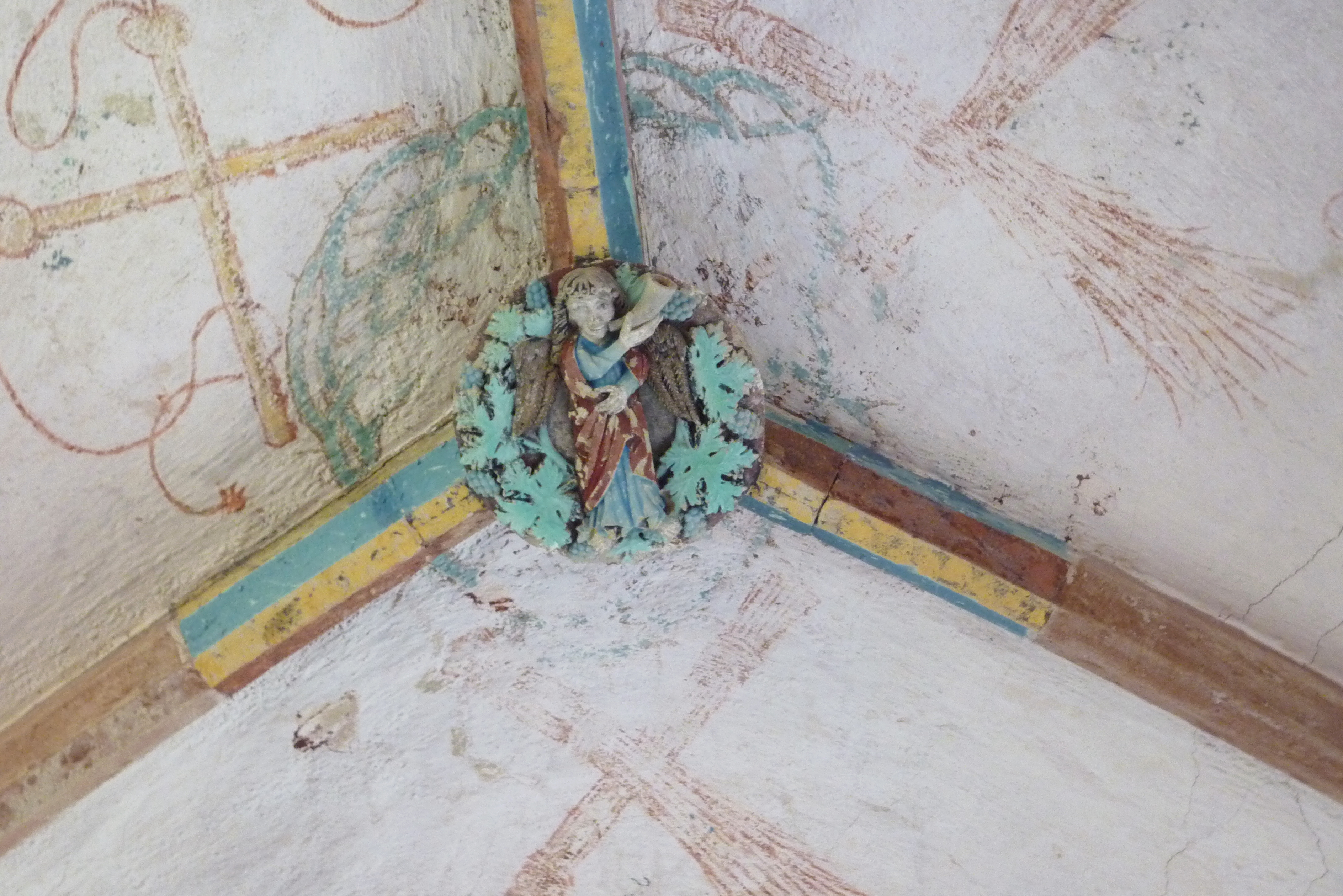
Verkündigung polychrom
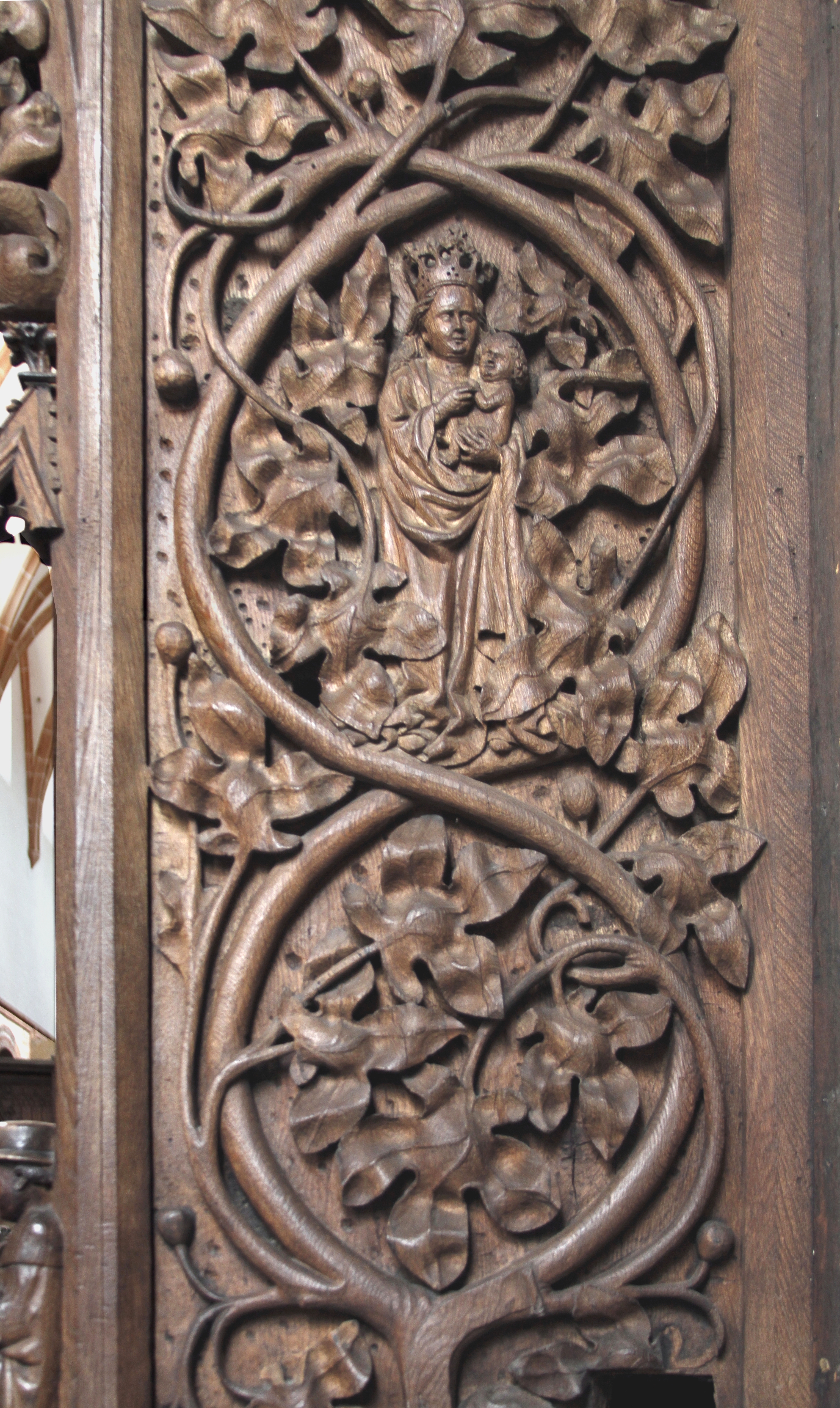
Chorgestühl Maria mit Kind in Ranken

### Vertreibung des Konvents im Zuge der Reformation
Da das Herzogtum Württemberg protestantisch wurde, wurden die Mönche des Klosters von der politischen Autorität im Lande nicht geduldet. Das Kloster war zunächst als Sammelkloster für renitente Mönche aus allen Männerklöstern Württembergs vorgesehen. Abt und Konvent übersiedelten 1537 in ihr Priorat Pairis im Elsass, der Abt starb 1547 in Einsiedeln. Nach der Niederlage im Schmalkaldischen Krieg musste der Herzog das Kloster im Jahr 1546/47 dem Konvent zurückgeben.
Der 1555 beschlossene Augsburger Religionsfrieden gab dem Herzog das Recht, das Bekenntnis seiner Untertanen zu bestimmen. Im Jahr 1556 erließ er die Klosterordnung, die den Grundstein für ein geregeltes Schulwesen in allen verbliebenen Männerklöstern Württembergs legen sollte. Die Umwandlung des Klosters in eine Schule blieb vom juristischen Standpunkt noch lange umstritten. Es gab zwei Versuche des Kaisers, die Entwicklung in Maulbronn rückgängig zu machen. Während des Interims in den Jahren 1548 bis 1555 und von 1630 bis 1649 dank des kaiserlichen Restitutionsedikts konnten Mönche aufgrund der zeitweilig gegebenen Machtverhältnisse wieder in das Kloster einziehen.

## Wirtschafts- und Besitzgeschichte
Der Besitz des Klosters wuchs anfangs insbesondere durch fromme Schenkungen und Stiftungen des edelfreien Adels und der Ministerialität. Im 14. und 15. Jahrhundert erfolgte eine planmäßige Arrondierung und Verdichtung des Besitzes durch Güterkäufe. Am Ende der Entwicklung stand ein geschlossenes Klosterterritorium mit über zwanzig Dörfern, den sogenannten „Klosterflecken“ (siehe nächstes Kapitel).
Neben der Eigenbewirtschaftung der unmittelbar um das Kloster gelegenen Güter mit dem Elfinger Hof gab es Eigenbetriebe auch in Illingen, Knittlingen und Unteröwisheim. Außerdem wurden insgesamt etwa 2500 Hektar klösterlichen Waldes, verteilt auf etwa 25 Ortschaften, bewirtschaftet.
Im Übrigen wurden Güter und Privilegien verpachtet, was dem Kloster gemeinsam mit den Zehnteinnahmen erhebliche Einkünfte brachte. Darüber gibt die Größe des erhaltenen klösterlichen Fruchtkastens ein beredtes Zeugnis. Zur Verwaltung der Einkünfte aus den Klostergütern richtete der Konvent mehrere sogenannte Klosterpflegen ein. Insgesamt besaß das Kloster sieben Pfleghöfe, und zwar in Illingen, Kirchheim am Neckar, Knittlingen, Ötisheim, Speyer, Unteröwisheim und Wiernsheim.

## Klosterterritorium und Klosteramt Maulbronn
Das zwischen dem 12. und 15. Jahrhundert entstehende Herrschaftsgebiet des Klosters Maulbronn kam im 14. Jahrhundert unter pfälzische Schutzherrschaft und 1504 unter württembergische Hoheit. Dies und das Folgende gilt für das geschlossene maulbronnische Kernterritorium, nicht für die eine Sonderrolle spielende, etwa 15 km nordwestlich des Kernterritoriums liegende Exklave Unteröwisheim (siehe unten). Im Gefolge der Säkularisation des Klosters 1535 wurde sein Gebiet 1557 in das württembergische Klosteramt Maulbronn umgewandelt. Es hatte eine maximale Nord-Süd-Ausdehnung von etwa 25 km (Knittlingen im Norden und Flacht im Süden) und eine maximale West-Ost-Ausdehnung von etwa 15 km (Ötisheim im Westen und Gündelbach im Osten).
Die Enz teilte das Territorium in eine Nord- und eine Südhälfte. Maulbronn lag im Zentrum der Nordhälfte, die geographische Mitte der Südhälfte wird in etwa von Wiernsheim eingenommen. Einzige Enklave war Mühlhausen an der Enz, welches ein eigenständiges württembergisches Kammerschreibereiamt bildete. Beinahe-Enklaven bildeten die Gemarkungen von Mönsheim (württembergisches Oberamt Leonberg) und Obermönsheim (baden-durlachischer landsässiger Adel). Über die Gemarkungen Freudenstein und Diefenbach hatte Maulbronn nicht die volle Ortsherrschaft erworben – das ebenfalls württembergische Klosteramt Herrenalb besaß jeweils drei Achtel dieser beiden Orte.
Nachbarterritorien waren insbesondere: im Osten und Süden die württembergischen Ämter Güglingen, Vaihingen, Leonberg, Heimsheim und Hirsau, im Westen das badische Amt Pforzheim und das pfälzische Amt Bretten sowie im Norden das Stabsamt Derdingen des württembergischen Klosteramts Herrenalb.
Aufgrund seiner Größe sowie seiner besonderen geopolitischen und geographischen Lage am Übergang vom Neckarbecken zum Kraichgau und an der wichtigen Reichsstraße von Ulm nach Speyer stellte das Klosteramt Maulbronn eine strategisch äußerst bedeutende Bastion Württembergs nach Westen und in Richtung der dort liegenden oberrheinischen Staaten (Pfalz, Baden, Hochstift Speyer) dar. Bereits zu pfälzischer Zeit, als das Klosterterritorium Maulbronn die südöstliche Speerspitze der Pfalz bildete, wurden Maulbronn und viele Klosterorte befestigt, wovon dann später auch Württemberg profitierte.
Im Folgenden eine Liste der 25 Altgemarkungen des Klosteramts Maulbronn. Davon bilden 24 Gemarkungen das geschlossene Kernterritorium. Viele der in Klammern genannten Teilorte sind Waldenserorte, die erst 1699 hinzukamen, und deren Neugemarkungen – sofern welche gebildet wurden – oft aus mehreren Altgemarkungen zusammengesetzt wurden – zugeordnet sind sie im Folgenden derjenigen Gemeinde, auf deren Gemarkung sie hauptsächlich zu liegen kamen.
- Knittlingen (mit dem Südteil von Großvillars), maulbronnisch seit dem 12./13. Jh.
- Freudenstein (mit Hohenklingen), seit 13./14. Jh. maulbronnisch (5/8) und herrenalbisch (3/8)
- Diefenbach (mit Füllmenbacher Hof und Burrainhof), seit 14. Jh. maulbronnisch (5/8) und herrenalbisch (3/8)
- Ruit, seit 14./15. Jh. maulbronnisch, 1810 badisch
- Ölbronn (mit Kleinvillars), spätestens seit 1244 maulbronnisch
- Maulbronn (1147 war das 1138 gegründete Kloster von Eckenweiher – heute Teil von Mühlacker – nach Maulbronn verlegt worden)
- Zaisersweiher, seit 14. Jh. maulbronnisch
- Schützingen, seit 14./15. Jh. maulbronnisch, nach dem 30-jährigen Krieg von österreichischen Protestanten neubesiedelt
- Gündelbach (mit Steinbachhof), seit 13./14. Jh. maulbronnisch
- Schmie, seit 14. Jh. maulbronnisch
- Lienzingen, seit 14. Jh. maulbronnisch (aus dieser Zeit stammt die Liebfrauenkirche)
- Illingen, seit 14./15. Jh. maulbronnisch
- Roßwag, seit 1394 maulbronnisch
- Lomersheim, seit 14./15. Jh. maulbronnisch
- Dürrmenz (mit Eckenweiher, heute Mühlacker), seit 14./15. Jh. maulbronnisch
- Ötisheim (mit Erlenbach, Corres und Schönenberg), seit 12. Jh. maulbronnisch
- Großglattbach, wohl seit 13./14. Jh. maulbronnisch
- Öschelbronn, seit 14. Jh. maulbronnisch, 1810 badisch
- Wiernsheim (mit Pinache und Serres), seit 12./13. Jh. maulbronnisch
- Iptingen, seit 1194 maulbronnisch
- Wurmberg (mit Neubärental), seit 12./13. Jh. maulbronnisch
- Wimsheim, seit 1232 maulbronnisch
- Weissach, seit 12. Jh. maulbronnisch
- Flacht, seit 13./14. Jh. maulbronnisch
- Unteröwisheim, seit 13./15. Jh. maulbronnisch, seit 16. Jh. württembergische Ortsherrschaft, seit 1747 württembergische Landeshoheit

Naturräumlich können vier landschaftliche Schwerpunkte ausgemacht werden:
- Die Nordhälfte wird vom relativ stark bewaldeten, durch den Keuper gezeichneten Hügelland zwischen Stromberg und Enz dominiert, wobei westliche und nordwestliche Randbereiche bereits leicht in den fruchtbaren Kraichgau hineinreichen.
- Die Südhälfte hingegen wird dominiert von den offenen Landschaften des hochgelegenen Heckengäus.
- Dazwischen bildet das hier oft tief eingeschnittene Enztal eine eigenständige, vom Weinbau geprägte Landschaft.
- Die Exklave Unteröwisheim liegt am Westrand des Kraichgaus, nur etwa vier Kilometer vom Beginn der Oberrheinebene entfernt.

1806 wurde das württembergische Klosteramt Maulbronn in das württembergische Oberamt Maulbronn umgewandelt und Unteröwisheim an Baden abgegeben. Öschelbronn und Ruit wurden 1810 von Württemberg an Baden abgetreten. Das Oberamt Maulbronn wurde 1936 Teil des Landkreises Vaihingen, und 1972 kamen die meisten Gemeinden zum Enzkreis.

## Klosterschule
Im Januar 1556 nahm Abt Heinrich wie die anderen Prälaten des Landes die neue Klosterordnung an. Außer Maulbronn wurden gemäß diesen Regelungen noch zwölf weitere Männerklöster im württembergischen Herrschaftsbereich in evangelische Klosterschulen umgewandelt, um dort den Nachwuchs an evangelischen Pfarrern heranzubilden. In Maulbronn existiert die Schule in abgewandelter Form bis heute; mehrere bekannte Absolventen sind aus ihr hervorgegangen, unter ihnen Johannes Kepler, Friedrich Hölderlin und Hermann Hesse. Maulbronn ist eines der wenigen Seminare, die bis heute erhalten blieben. 1807 wurde die Schule in ein evangelisch-theologisches Seminar umgewandelt. Das Seminar ist heute ein staatliches Gymnasium mit Internat, ab der 9. Klasse bis zum Abitur in Klasse 12. Circa 100 Schülerinnen und Schüler leben dort.

## Filialklöster
- Kloster Bronnbach, um 1150
- Kloster Schöntal, 1157

## Chronologische Eckdaten
1138: Klosterbau zu Eckenweiher durch Abt Dieter und 12 Mönche aus dem Zisterzienserkloster Neuburg im Elsass
1146: Hl. Bernhard von Clairvaux in Speyer
1147: Bischof Günther von Speyer übergibt sein Lehen „Mulenbrunnen“ dem Abt Dieter, der das Kloster nach Maulbronn verlegt
1148: Papst Eugen III. verleiht dem neuen Kloster einen Schutzbrief
1153: Graf Ludwig von Württemberg schenkt dem Kloster das Dorf Elfingen
1156: Kaiser Barbarossa nimmt das Kloster in den Schutz des Reichs
1178: Erzbischof Arnold von Trier weiht die Klosterkirche
1201: Bau der Klosterfront (Keller und Laienrefektorium)
Um 1210: Bau der Vorhalle (Paradies)
Um 1215: Bau der Südhalle des Kreuzgangs
Um 1225: Bau des Herrenrefektoriums und des Kapitelsaals
Um 1300: Bau der Westhalle des Kreuzgangs
Um 1350: Bau der Nordhalle des Kreuzgangs mit Brunnenkapelle, der Osthalle mit Kapitelsaal und Johanneskapelle
1361: Johann I. von Rottweil wird Abt und ummauert das Kloster
1424: gotischer Umbau der Kirche
1430: Bau des Pfrundhauses
1441: Pfalzgraf als Schirmvogt befestigt das Kloster mit Mauern, Türmen und Zinnen
1479: Bau der Vorhalle des Klosters
1493: Bau des Parlatoriums
1495: Vollendung des Oratoriums
1501: Errichtung des Steinbaldachins im Mittelschiff der Laienkirche
1504: Herzog Ulrich von Württemberg besetzt das Kloster
1512: Johannes VIII. Entenfuß von Unteröwisheim wird Abt und entwickelt rege Bautätigkeit
1516: Johann Georg Faust soll vom Abt Entenfuß zum Goldmachen berufen worden sein
1517: Umbau des Herrenhauses mit der Wendeltreppe beendet
1518: Abt Entenfuß wird abgesetzt
1519: Ritter Franz von Sickingen brandschatzt das Kloster
1521: Pfisterei erbaut
1525: Aufständische Bauern plündern das Kloster
1534: Herzog Ulrich von Württemberg säkularisiert das Kloster
1537: Abt Johann IX. verlegt nach seiner Flucht nach Speyer die Abtei nach Kloster Pairis im Elsass
1547: Durch das Augsburger Interim Kaiser Karls V. kommt das Kloster vorübergehend wieder in den Besitz der Zisterzienser. Abt Heinrich III. führt die katholische Religion und Ordensregel wieder ein und erlangt erneut die Anerkennung der Reichsunmittelbarkeit.
1550: Bau des Gesindehauses
1556: Herzog Christoph von Württemberg errichtet eine evangelische Klosterschule
1558: Valentin Vannius wird erster evangelischer Abt
1580: Erweiterung des Fruchtkastens
1586–1589: Johannes Kepler von Weil der Stadt wird Schüler im Kloster
1588: Bau des Herzoglichen Jagdschlosses
Um 1600 Bau des Hörsaals über der Brunnenkapelle
1630: Rückgabe des Klosters mit Waffengewalt an die Zisterzienser – Christoph Schaller von Sennheim wird Abt
1632: Infolge der Siege des Schwedenkönigs Gustav Adolf verlassen die Mönche das Kloster wieder
1633: Neueinsetzung eines evangelischen Abts
1634: Wiederherstellung der evangelischen Klosterschule – Rückkehr von Abt Schaller mit den Zisterziensern
1648: Im Westfälischen Frieden wird Maulbronn dem Protestantismus zugesprochen
1649: Abt Buchinger zieht unter Protest ab
1651: Wiedereinsetzung eines evangelischen Abts
1656: Wiederherstellung der evangelischen Klosterschule
1692: Klosterschüler werden vor dem Mordbrenner Ezéchiel de Mélac in Sicherheit gebracht
1702: Wiedereröffnung der Klosterschule
1751: Abbruch des Abtshauses
1786–1788: Friedrich Hölderlin ist Schüler in der Maulbronn Klosterschule
1806: König Friedrich I. von Württemberg säkularisiert das Kloster
1807: Zusammenlegung der Klosterschule Maulbronn mit Bebenhausen
1818: Maulbronn wird „Evangelisch-theologisches Seminar“
1823: Verlegung der Generalsuperintendenz von Maulbronn nach Ludwigsburg
1892: Brand des Pfrundhauses
1893–1899: Abbruch des Professorhauses vor der Klosterfront und des so genannten Schlösschens (Famulus-Wohnung)
1928: Evangelisch-theologisches Seminar Maulbronn geht in den Besitz der Evangelischen Seminarstiftung über
1941: Beschlagnahme des Klosters und Schließung der Seminarschule durch nationalsozialistische Regierung
1945: Wiedereröffnung des Evangelisch-theologischen Seminars
1972: Mädchen werden im Evangelisch-theologischen Seminar aufgenommen

## Heutige Situation
Die Klosteranlage ist heute fast ausschließlich im Besitz des Landes Baden-Württemberg und wird von der Einrichtung Staatliche Schlösser und Gärten Baden-Württemberg betreut. Die Stadt Maulbronn nutzt den ehemaligen Marstall als Rathaus. Durch die Aufnahme in die UNESCO-Welterbe-Liste zieht die Bauanlage Besucher aus aller Welt an.
Die Klosterkirche dient als Gemeindekirche der Kirchengemeinde Maulbronn der Evangelischen Verbundkirchengemeinde Maulbronn-Umland der Evangelischen Landeskirche in Württemberg.
Regelmäßig werden Klosterkonzerte veranstaltet, die die Akustik der Klosterbauten zur Geltung bringen.

## Architektur

### Klostertor
Vor dem Haupteingang befand sich früher der Klostergraben, über den an Stelle der festen Steinbrücke ursprünglich eine hölzerne Zugbrücke führte. An der Westfront des Torturms sind noch die Öffnungen zu sehen, durch welche die Ketten zum Aufziehen der Brücke liefen.
In einer Zelle neben dem Klostereingang lebte der Pförtner, der Fremde in seiner Zelle Platz nehmen ließ und sie dann dem Abt meldete. Ordensbrüder durfte er sofort einlassen, Frauen überhaupt nicht. Gegenüber Männern war Gastfreundschaft heilige Pflicht: Arme und Kranke sollten empfangen werden, als ob Christus selbst käme.

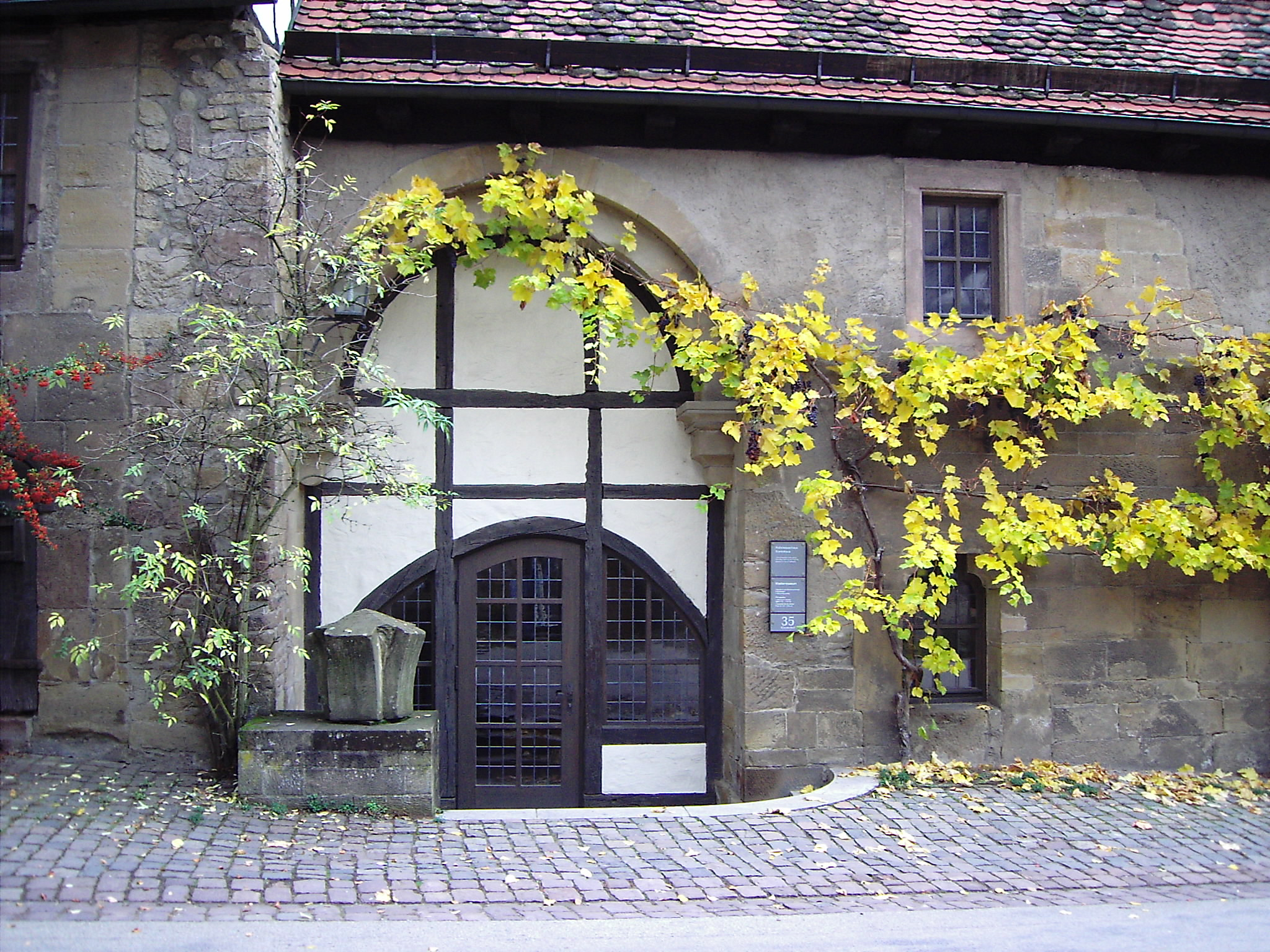
Frühmesserhaus (heute Klostermuseum)

### Klosterhof
Der Klosterhof zeichnet sich durch sein geschlossenes Bild aus. Gleich hinter dem Tor, an der Stelle der Apotheke, befand sich die Klosterherberge. An die Apotheke schließt sich das Frühmesserhaus an, die Wohnung der Ordensgeistlichen, die in der gegenüberliegenden Kapelle die Messe zu lesen hatten. Diese Torkapelle hatte den Zweck, Frauen, die keinen Zutritt zum Kloster hatten, die Beteiligung am Gottesdienst zu ermöglichen.
Vor dem Renaissance-Rathaus steht eine alte Linde. Hinter der Klosterküferei ragt der Klosterspeicher auf, der sogenannte Fruchtkasten, der auf alten Fundamenten im Jahr 1580 in seiner jetzigen Größe errichtet wurde. Das Fachwerkhaus in der Mitte des Platzes ist die alte Klosterverwaltung. Ursprünglich war der Klosterhof entweder kleiner oder durch eine Mauer in einen äußeren und inneren Teil geschieden. Er wird heute im Osten von der Front des Klosters begrenzt.

### Paradies

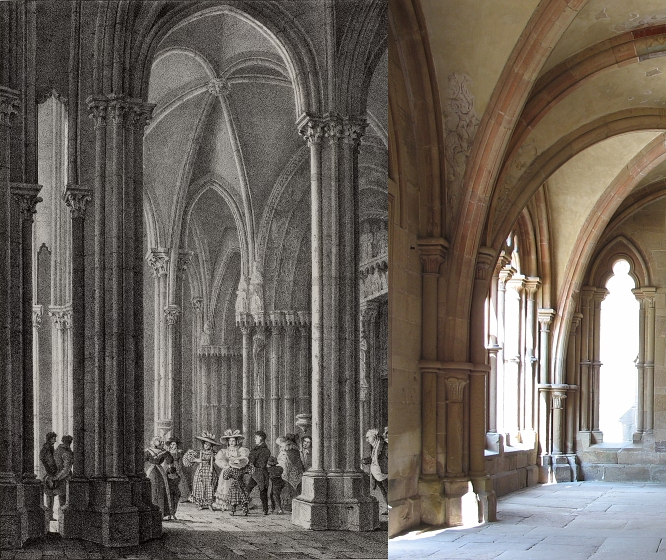
Vorhalle von Dijon (Notre-Dame) und Maulbronn im Vergleich

Die Vorhalle der Klosterkirche hat ihren Namen „Paradies“ von der Sitte, den Vorraum der Kirche mit der Geschichte des Sündenfalls auszumalen. Die letzte Bemalung stammt aus dem Jahr 1522, ist aber bis auf geringe Reste abgefallen.
Das Paradies des Klosters Maulbronn markiert – wie viele Teile der dortigen Architektur – die Übergangszeit von der Romanik zur Gotik und zeigt burgundische Einflüsse. In der Kombination sind hohe, lichte Fenster und weite Gewölbe bereits deutlich gotisch, wohingegen noch keine Spitzbögen, sondern romanische Rundbögen die Fenster zieren. Teilweise werden auch Spitz- und Rundbögen miteinander arrangiert. Diese Form der Kombination ist in Deutschland einzigartig. Der Baumeister ist nicht namentlich bekannt, er wird daher nach dem Maulbronner Paradies Paradies-Baumeister genannt.

### „Meister des Maulbronner Paradieses“
Ein in der Frühgotik Nordfrankreichs, zum Beispiel in der Bauhütte von Laon, 1160/1170 geschulter Meister erhielt den Auftrag, die Vorkirche, den neuen Kreuzgang und den Speisesaal der Herrenmönche zu bauen. Dieser Baumeister kam über Burgund, das Ursprungsland der Zisterzienserbewegung, nach Maulbronn. Zunächst versah er den Speisesaal der Konversen mit romanischen Doppelstützen und Kreuzgratgewölben. Dann errichtete er mit Kreuzrippengewölben in einem spätromanisch-frühgotischen Übergangsstil das sogenannte „Paradies“ (daher sein Name) vor der Westseite der Kirche, und den Südflügel des Kreuzgang sowie das Herrenrefektorium. Im Paradies sind die Gewölbe vierteilig. Hier verlaufen Rippen wie Schildbögen noch halbkreisförmig, aber sie stützen sich schon auf Dienste, und es gibt außer rundbogigen schon erste Spitzbogenfenster. Im Herrenrefektorium sind die Gewölbe sechsteilig und die Schildbögen spitz, jedoch fehlen die Dienste, und die Fenster sind noch alle rundbogig, die Diagonalrippen ebenfalls. Der Meister begann auch den West- und den Ostflügel des Kreuzgangs mit jeweils dem ersten Joch von Süden und legte damit die Breiten- und Höhenmaße des im Übrigen hochgotischen Kreuzgangs fest.

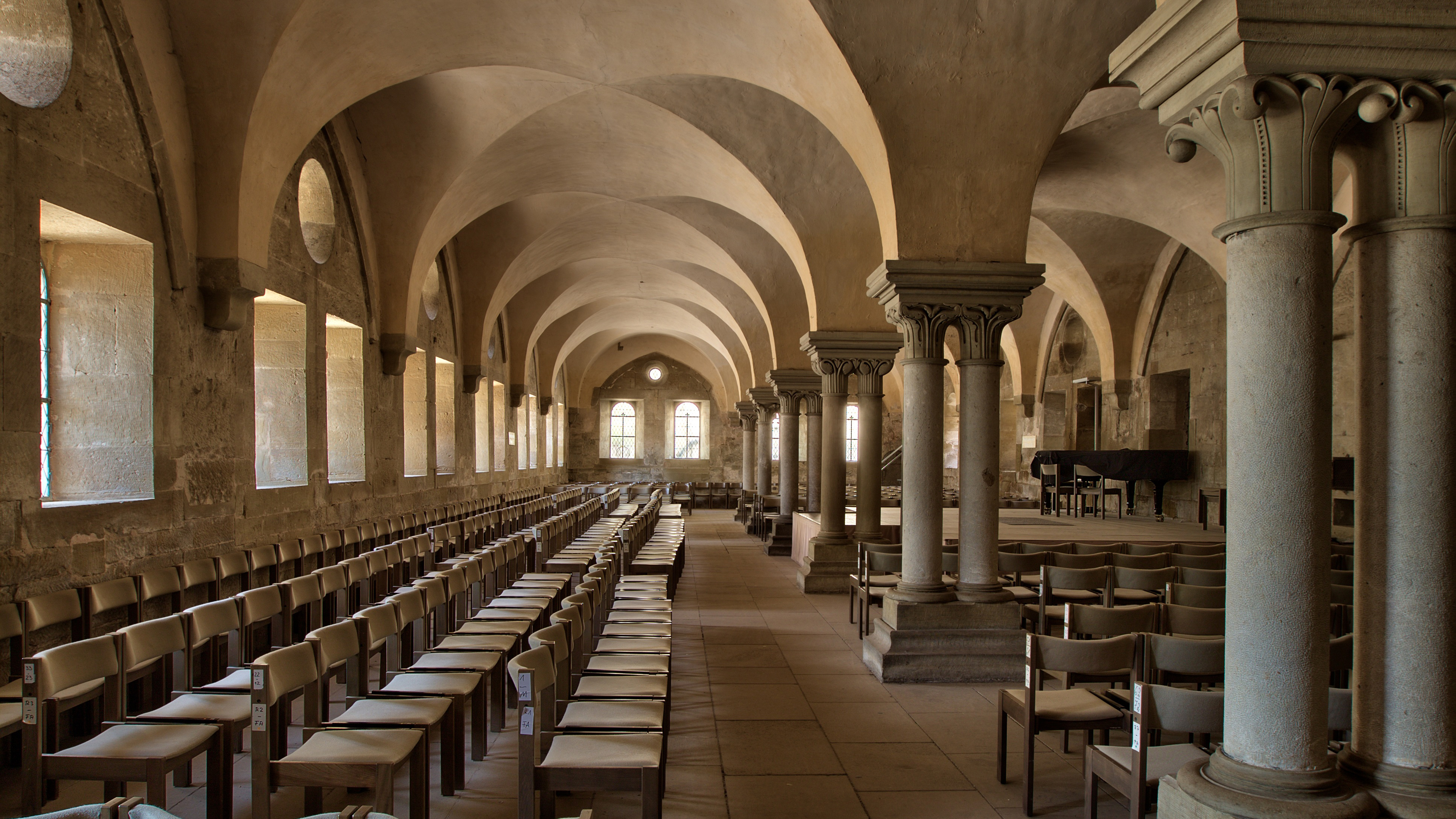
Laienrefektorium: romanische Doppelsäulen und Kreuzgratgewölbe
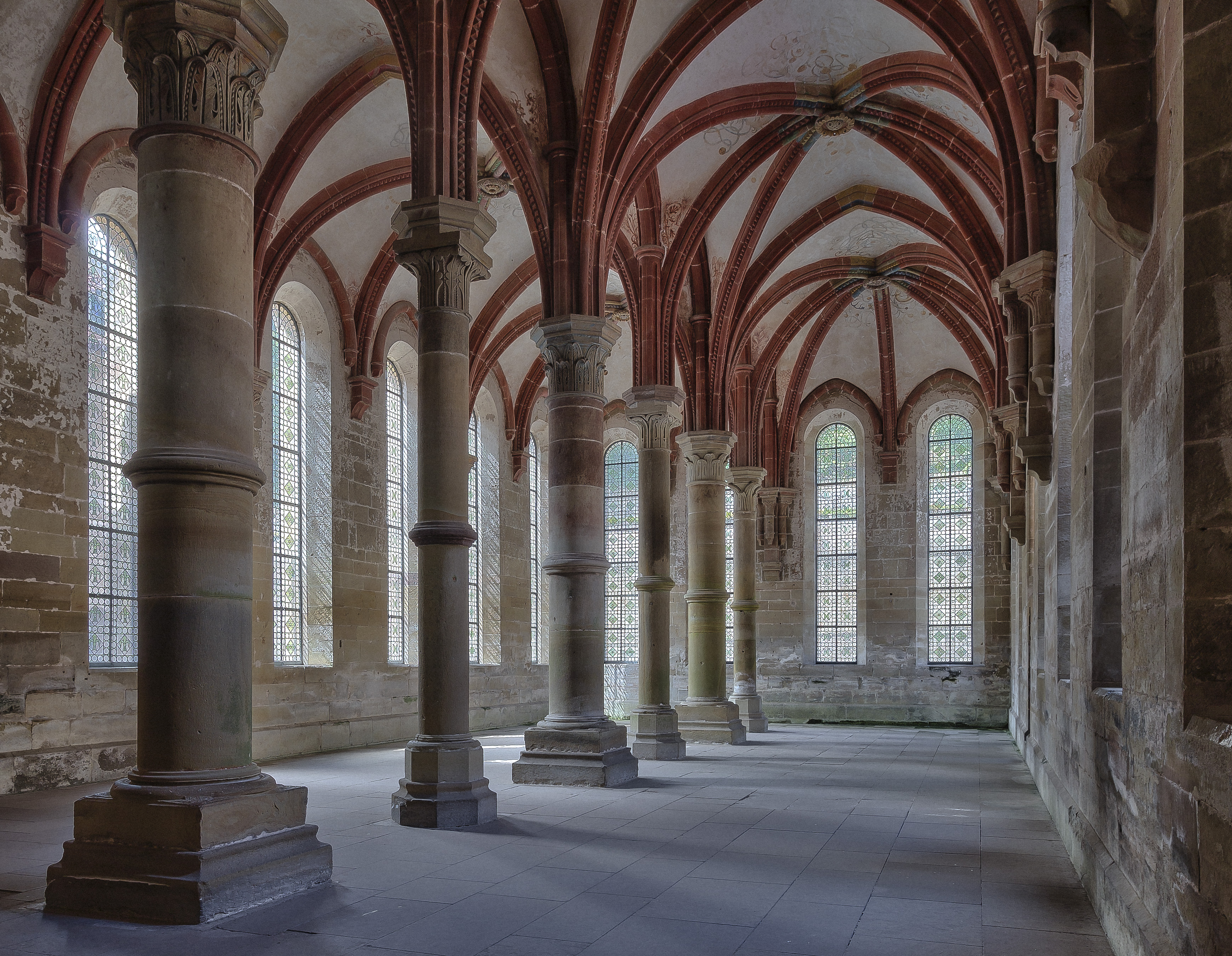
Herrenrefektorium: sechsteilige Kreuzrippengewölbe mit gotisch-spitzbogigen Schildbögen
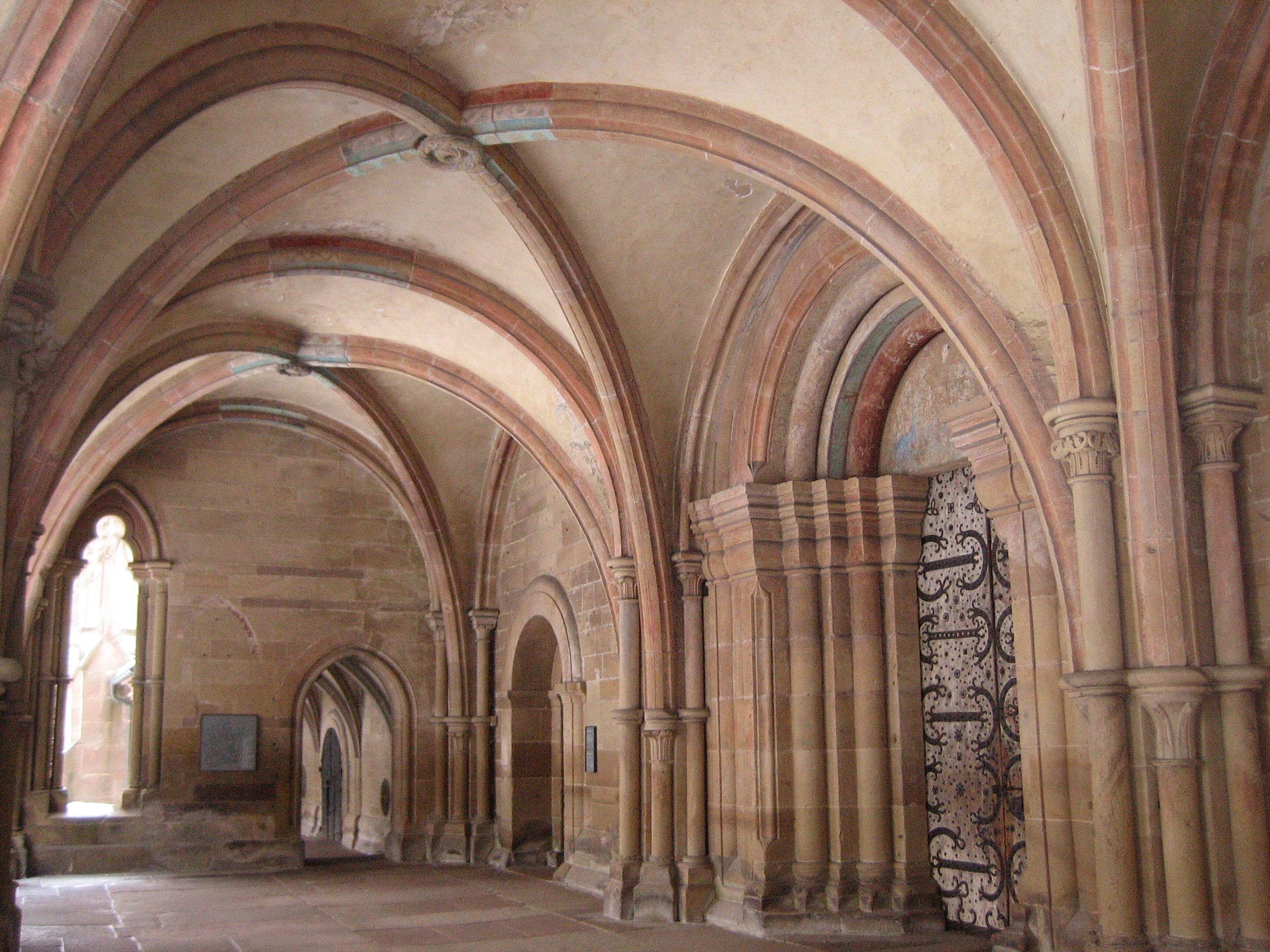
Paradies vor dem Westportal: rundbogige Schildbögen und Rippen auf gotischen Diensten
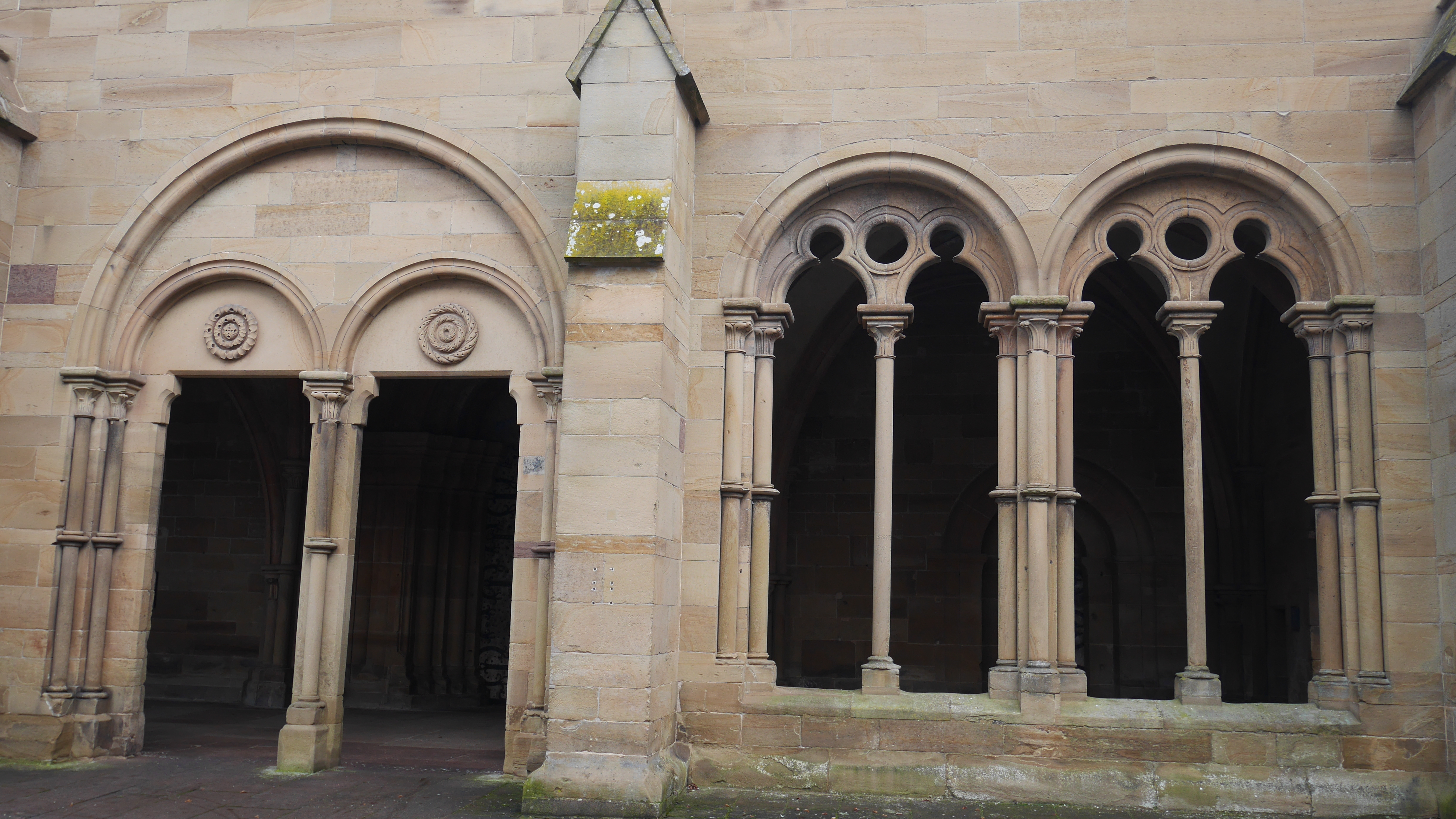
Eingang und südliche Westarkaden des Paradieses

Im Sinne der Gotik zerlegte er statische Funktionen in Einzelglieder. Typisch für seine Arbeit sind die Summierung der rundstabförmigen, verschieden hohen Dienste und die „Lochform“ der Fenster (romanische und frühgotische Vorformen des Maßwerkes der Hochgotik). Alle Rippen des Gewölbes folgen dem Halbkreis.
Im ersten Jahrzehnt des 13. Jahrhunderts wirkte der „Meister des Paradieses“ an der Michaelskapelle im Kloster Ebrach mit.
Später baute er an der Chorempore (dem sogenannten Bischofsgang) des Magdeburger Doms ganz in gotischen Formen. In Halberstadt wirkte er ebenfalls.

### Portale

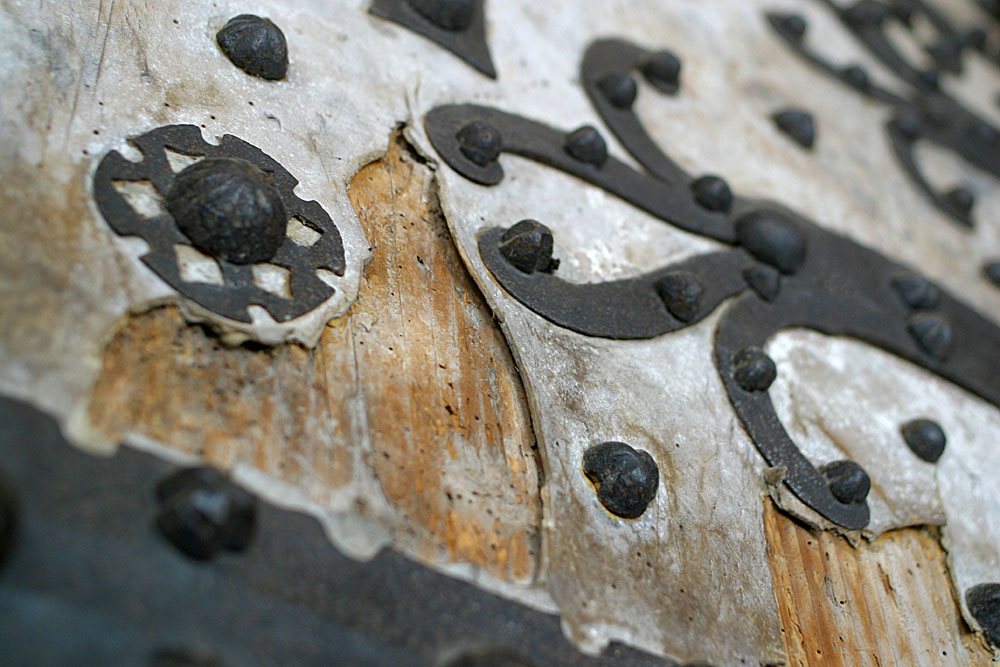
Detail: Lederbezug des Kirchenportals. (12. Jahrhundert)

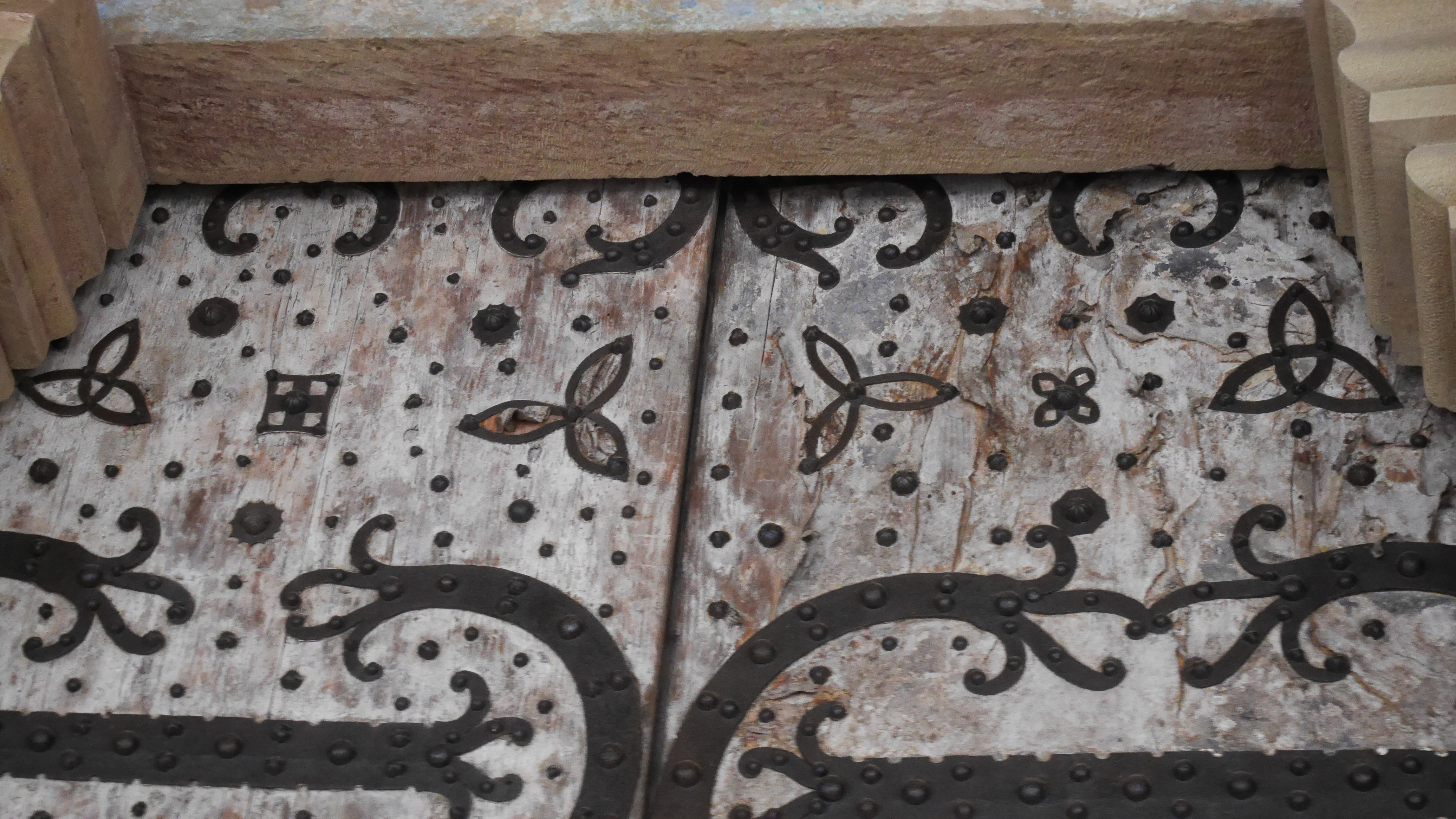
Beschläge Südportal mit Dreieckknoten

Bemerkenswert sind auch die Portale, die das Paradies mit dem Kirchenschiff verbinden. Die Türblätter stammen aus dem 12. Jahrhundert und sind original erhalten. Selbst der ehemalige Lederbezug (siehe Detail-Bild) ist noch gut sichtbar. Das zweiflügelige Hauptportal und das einflügelige Südportal mit schmiedeeisernen Zierbeschlägen auf Tannenholz sind die ältesten datierbaren Türen Deutschlands (um 1178). Die Beschläge der Südtür zeigen stilisierte Vogelformen und apotropäische Dreiecksknoten.

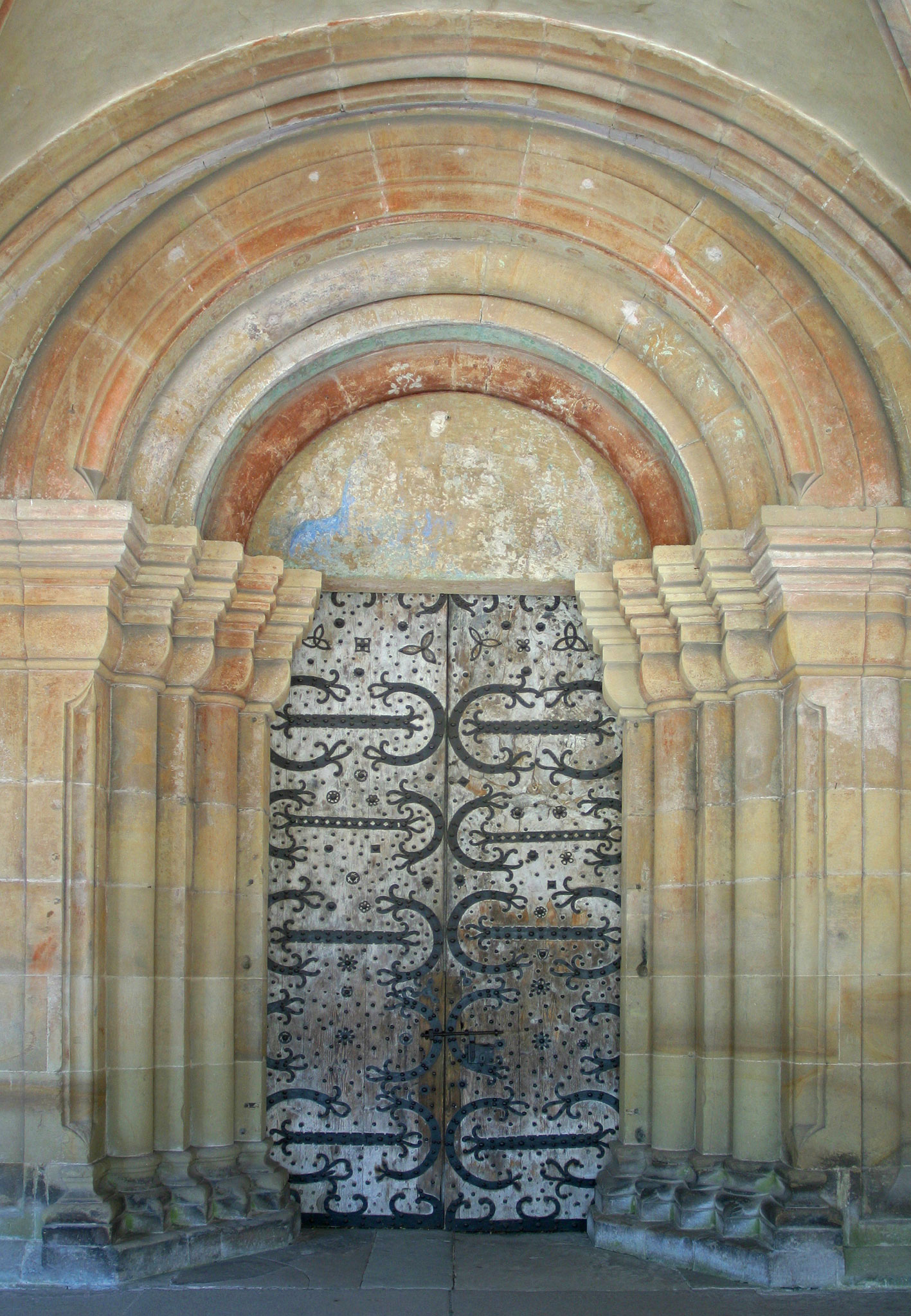
Hauptportal vom Paradies in die Kirche
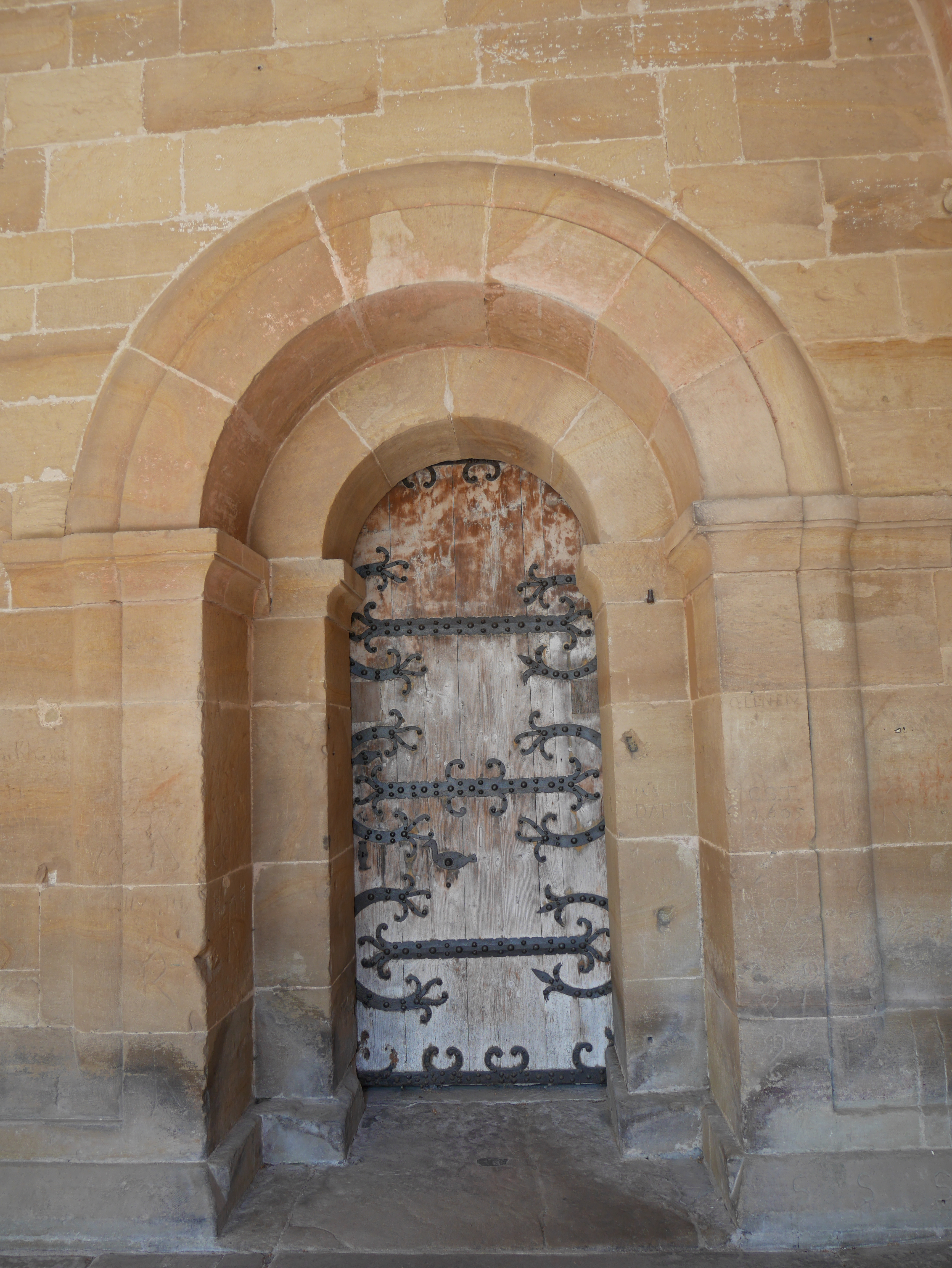
Südliches Westportal
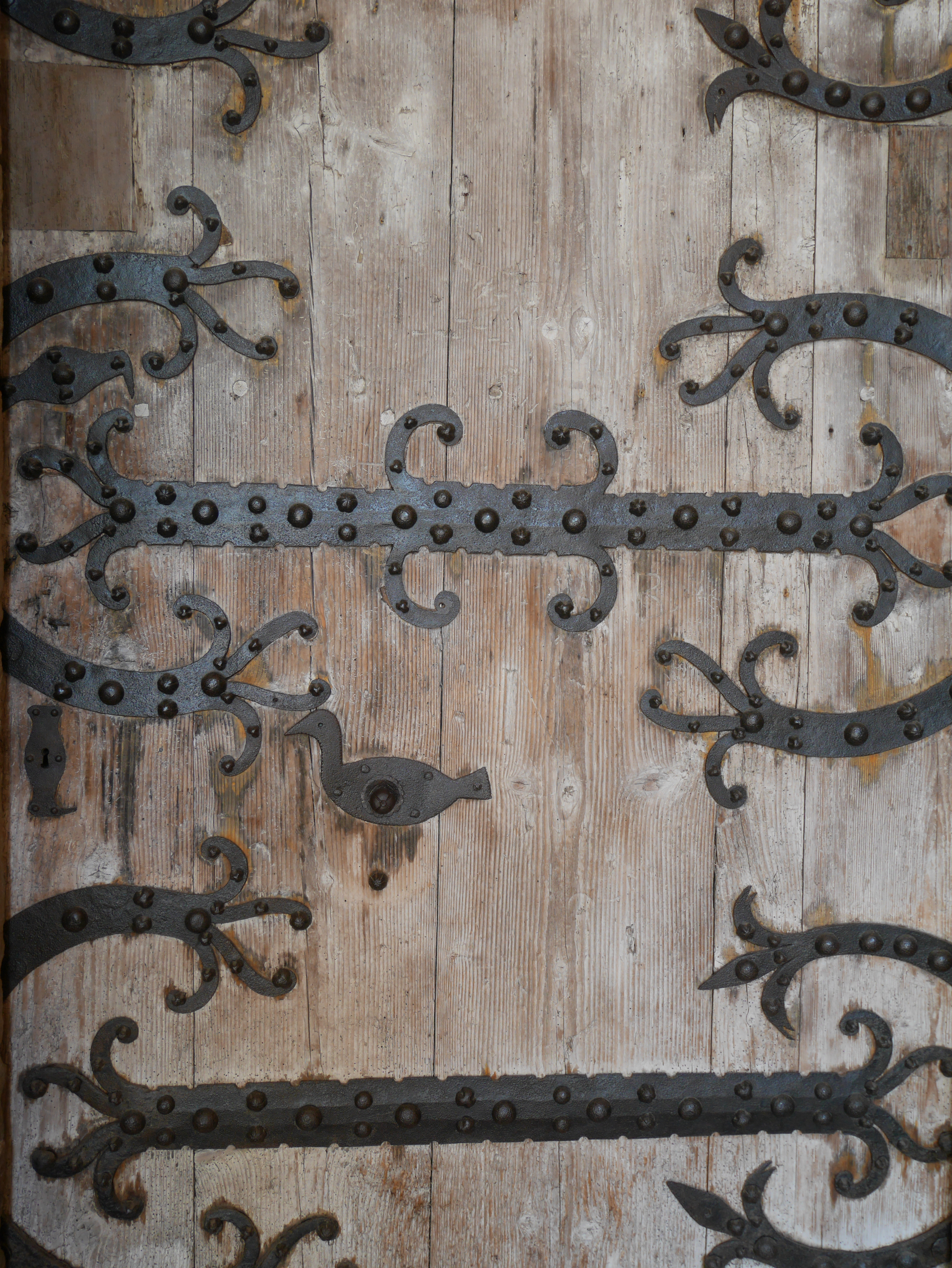
Südliches Westportal, Beschläge mit Vogelmotiven

### Klosterkirche

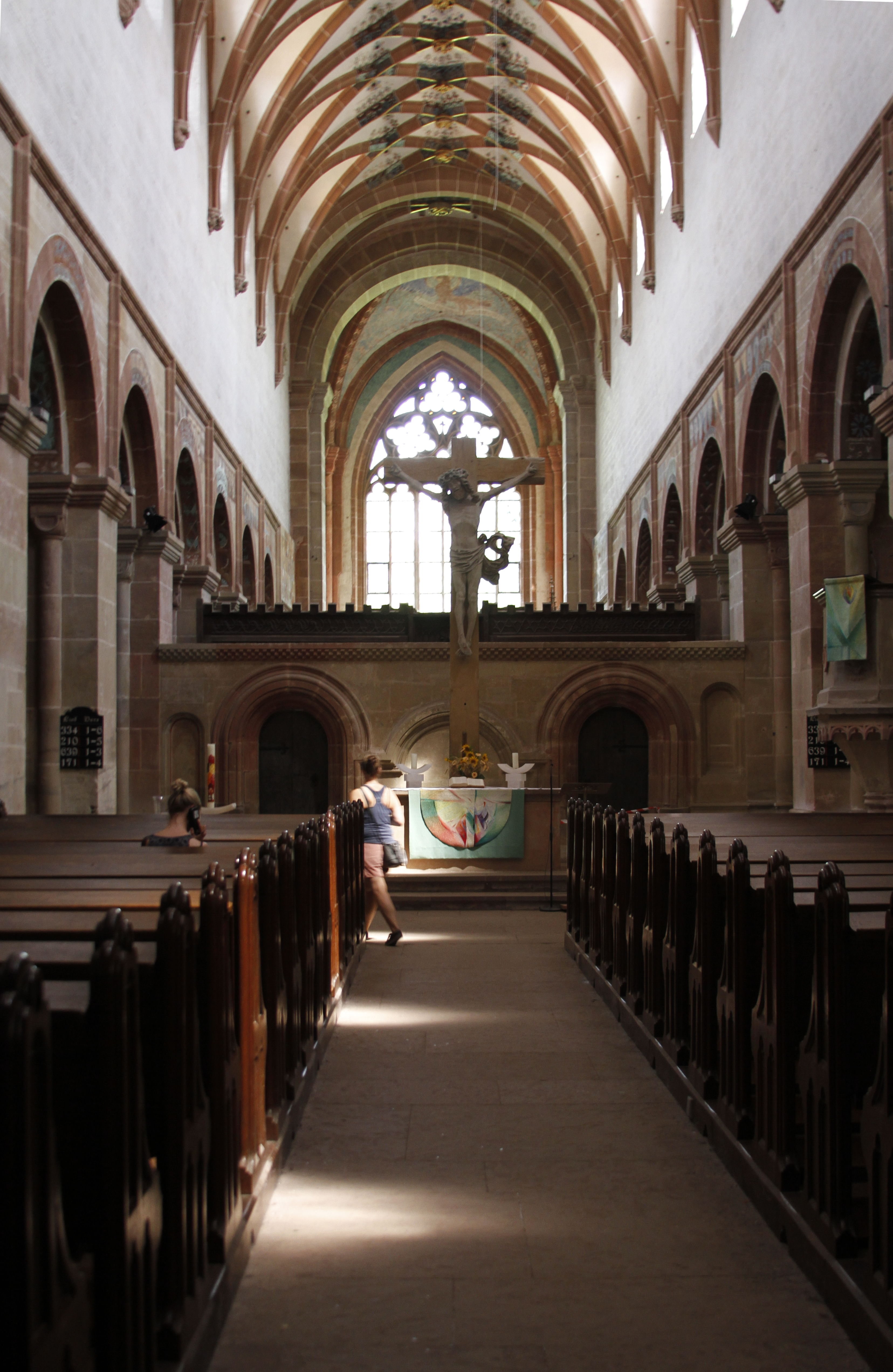
Mittelschiff der Klosterkirche, Blick über den Lettner zum Herrenchor

Am Deckengewölbe konnte Joseph Victor von Scheffel noch die Buchstaben A. v. k. l. W. h. (= All voll, keiner leer [oder – wahrscheinlicher – Kanne leer], Wein her!) lesen. Das inspirierte ihn zu seiner Maulbronner Fuge:
Im Winterrefektorium zu Maulbronn in dem Kloster,
Da geht was um den Tisch herum, klingt nicht wie Paternoster.
Die Martinsgans hat wohlgethan, Eilfinger blinkt im Kruge,
Nun hebt die nasse Andacht an, und alles singt die Fuge:
All Voll, Keiner Leer, Wein Her! Complete pocula!

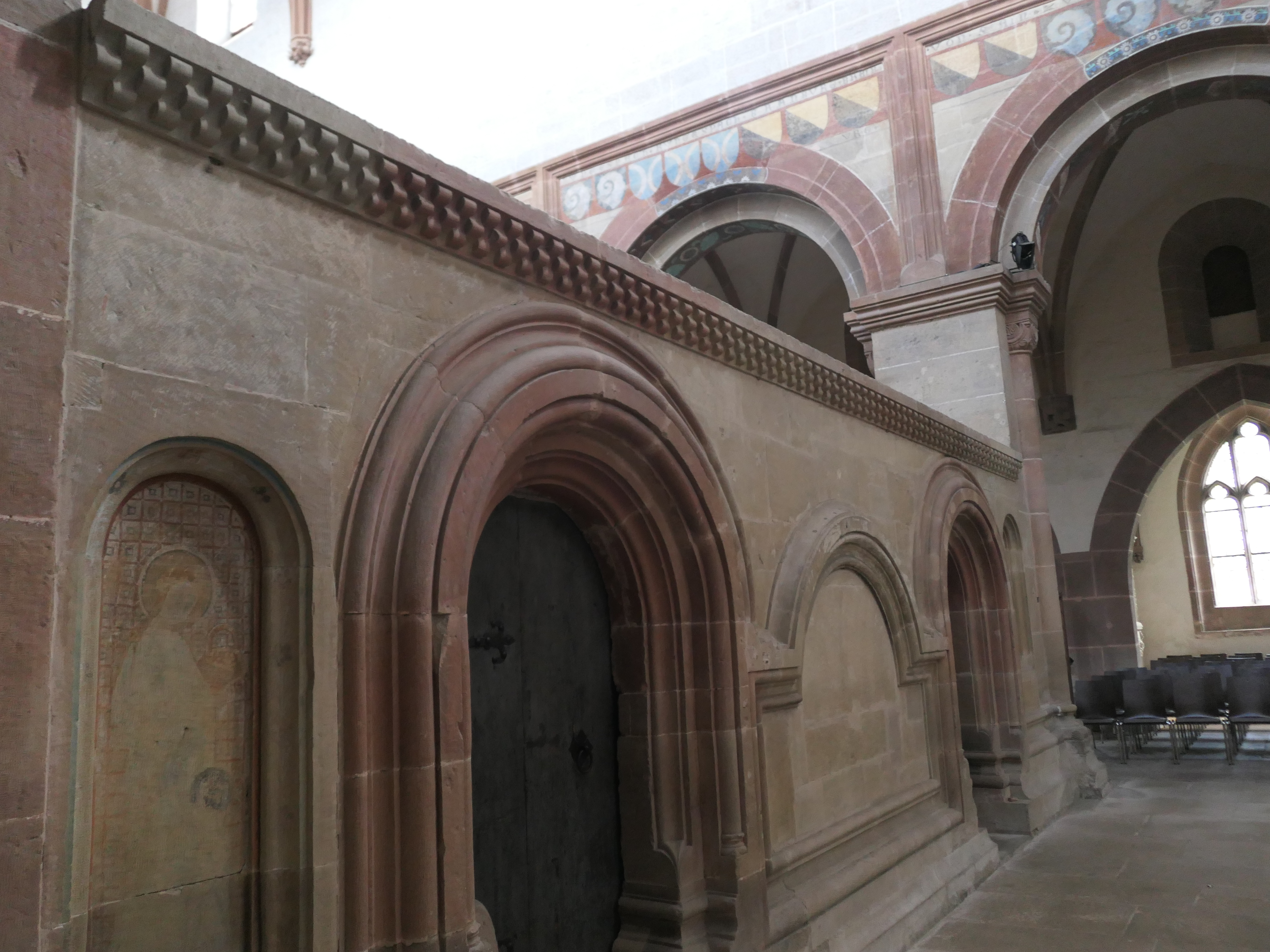
Romanischer Lettner und Blick ins Südseitenschiff

Die Kirche ist eine dreischiffige Basilika, die in den Jahren 1147 bis 1178 zunächst in romanischem Stil erbaut wurde. Verglichen mit derjenigen des Klosters Pontigny ist sie um ein Drittel kürzer, aber nur um ein Achtel schmaler. Wie jene (und mehrere andere Zisterzienserkirchen) vereinigt das langgestreckte Gebäude in sich zwei Kirchen, die Laien- und die Mönchskirche. Auch mittelalterliche Kathedralen hatten üblicherweise einen geräumigen Chor, dort für die Domherren. Ein romanischer Lettner trennt die Laienkirche, hier Bruderchor genannt, von der Mönchskirche, dem sogenannten Herrenchor. Vor dem Lettner steht ein monumentales Kruzifix von Conrat Seyfer aus dem Jahr 1473, bei dem Kreuz und Körper des Heilands aus einem einzigen Steinblock herausgemeißelt wurden.
Zur Erstausstattung 1178 gehörte vermutlich das bronzene Vortragekreuz, das sich heute im Landesmuseum Württemberg befindet.
Eine spätmittelalterliche Madonnenfigur und ein Teil des spätgotischen Gestühls (Mitte 15. Jahrhundert) sind im Chor aufgestellt. Auf dem Altar werden Reste eines mittelalterlichen Holzreliefs präsentiert, die heute mit der Kreuzaufrichtung und der Beweinung zwei Stationen rund um das zentrale Kreuzigungsgeschehen zeigen. In dem dem Konvent vorbehaltenen Chor haben sich Wandmalereien, sowohl an den Seitenwänden als auch der vier Evangelistensymbole im Gewölbe, erhalten.
Im Langhaus sind zwei Szenen jüngeren Datums gemalt: eine Anbetung der Könige und ihr gegenüber eine Darstellung von Zisterziensern, die ihrer heiligen Maria mit dem Kind eine Klosterkirche darbringen und ihr ihre Verehrung erweisen.

### Weitere Räume im inneren Bereich

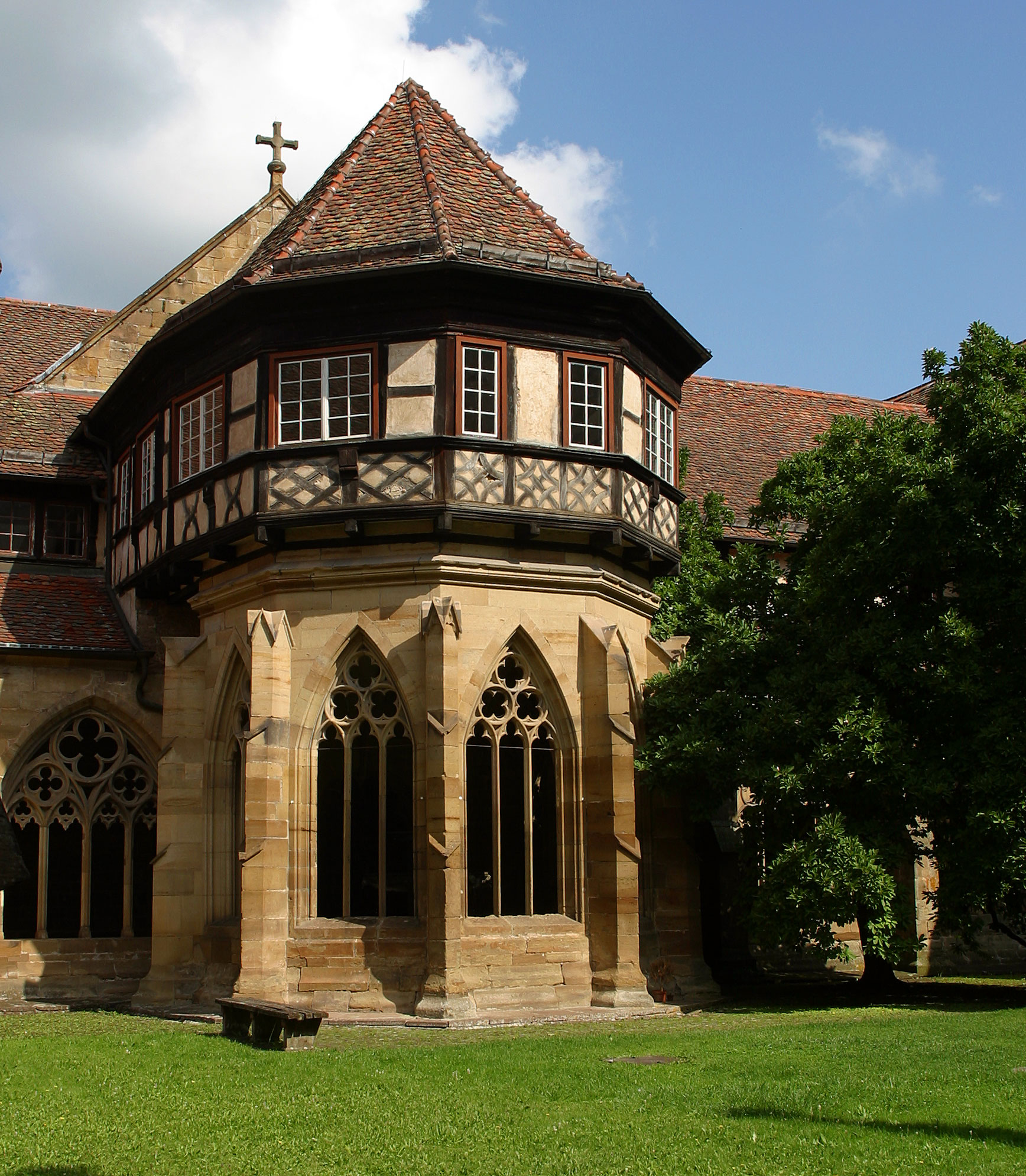
Brunnenhaus mit Fachwerkaufsatz

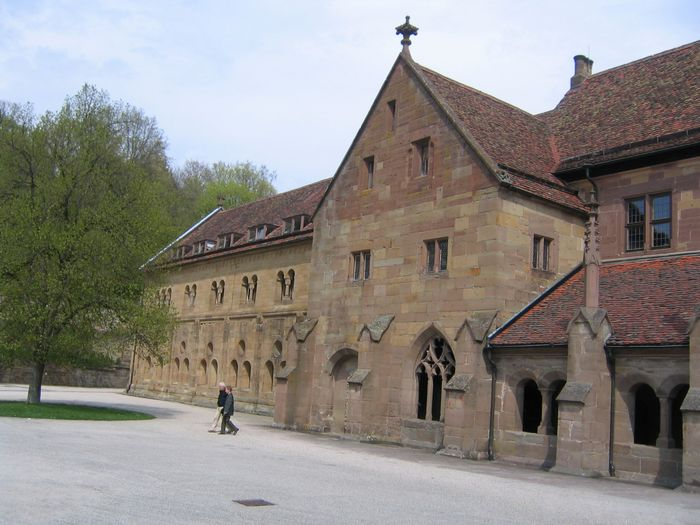
Westseite der Klausurgebäude

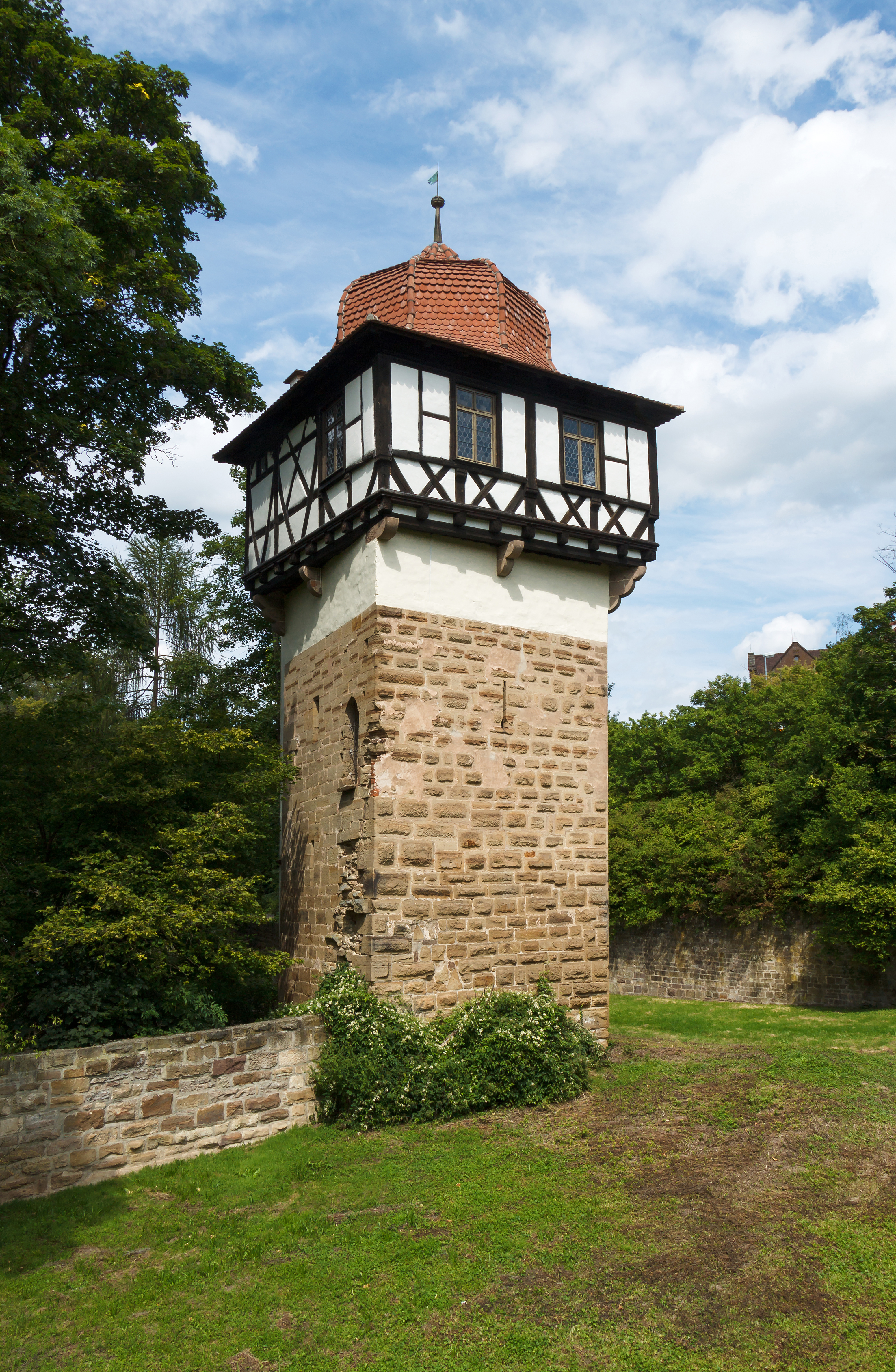
Faustturm

Ab etwa 1200 wurde, beginnend mit dem Westtrakt, innerhalb von zehn bis zwanzig Jahren die Klausur um den Kreuzgang nördlich der Kirche errichtet.
Das Laienrefektorium (erbaut um 1201) ist nach der Kirche der umfangreichste überwölbte Raum im Kloster.
Die Tür gegenüber der Brunnenkapelle führt ins Herrenrefektorium (erbaut um 1220–1225), den Speiseraum für die Mönche.
Im Kapitelsaal (13. Jahrhundert) wurden in täglicher Versammlung allen Mönchen Kapitel aus der Ordensregel vorgelesen und eingeschärft. Diesem Zweck dienend, war der Saal an allen vier Seiten mit Steinbänken versehen.
Die Brunnenkapelle aus dem 14. Jahrhundert springt südwärts ins Kreuzgärtchen vor. Der Waschraum im Kreuzgang ist von der Ordensregel vorgeschrieben. Die unterste Brunnenschale ist so alt wie die gotische Kapelle. Die beiden oberen Schalen wurden erst in neuerer Zeit hierher gesetzt. Im Gewölbe sind Reste mittelalterlicher Malereien erhalten.
Das Calefactorium ist ein backofenartiges Gewölbe, dessen Steine noch Spuren von Feuer tragen. Es ist der Raum, von dem aus die darüber liegende Wärmestube der Mönche geheizt wurde, der außer der Klosterküche einzige beheizbare Raum im ganzen Kloster.
Das Parlatorium (um 1493), der Sprechsaal des Klosters, war der Ort, wo die Mönche untereinander und mit den Oberen des Ordens die nötigsten Worte wechseln durften.
Das Kloster besitzt eine Einzeigeruhr.
In der Parkanlage südöstlich außerhalb der Klostermauern wurde 2012 eine Stauferstele eingeweiht, die unter anderem daran erinnert, dass Friedrich I. Barbarossa das Kloster ab 1156 als kaiserliche Schirmvogtei unter seinen Schutz stellte.

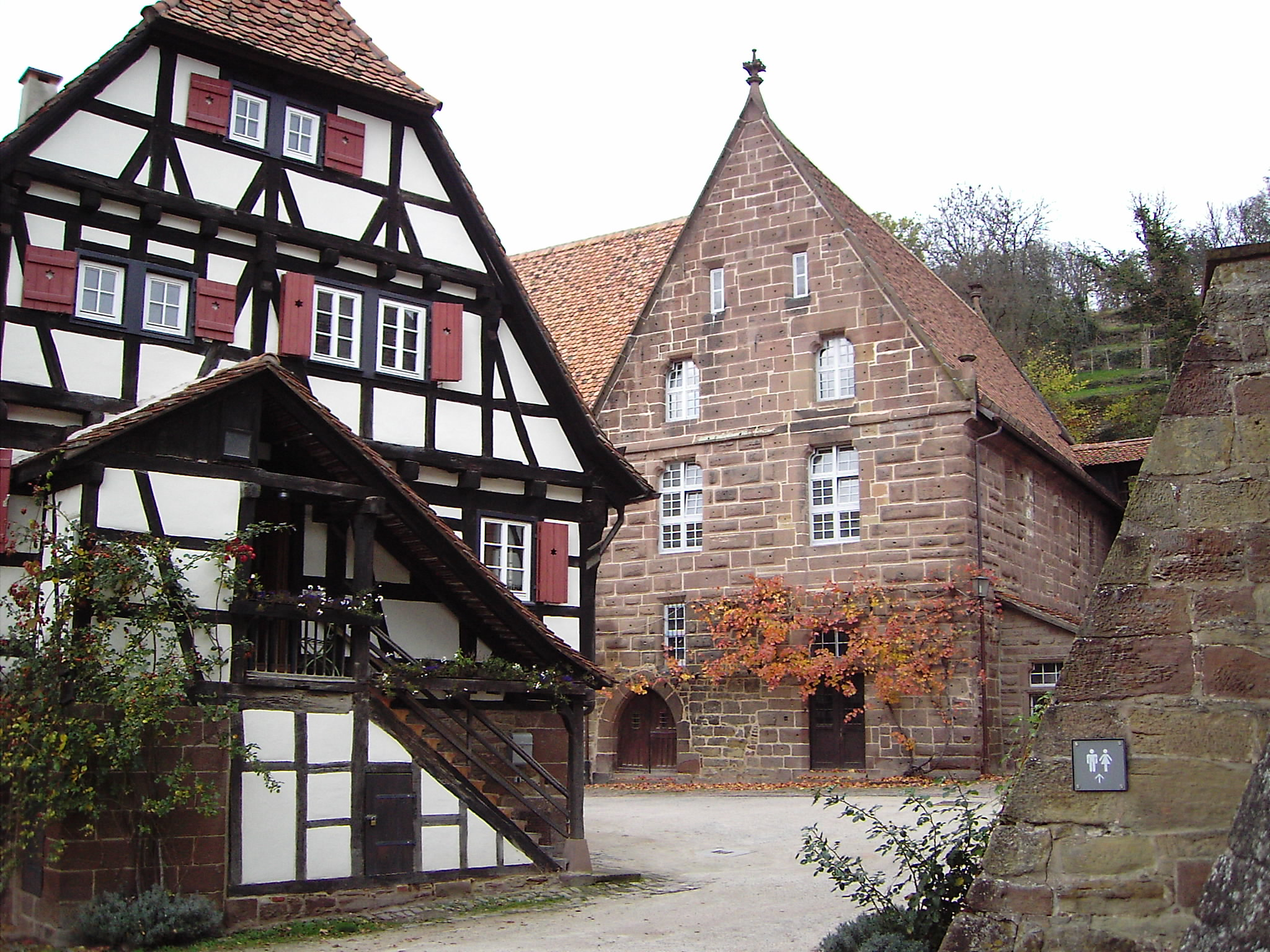
Pfisterei (Klosterbäckerei), links
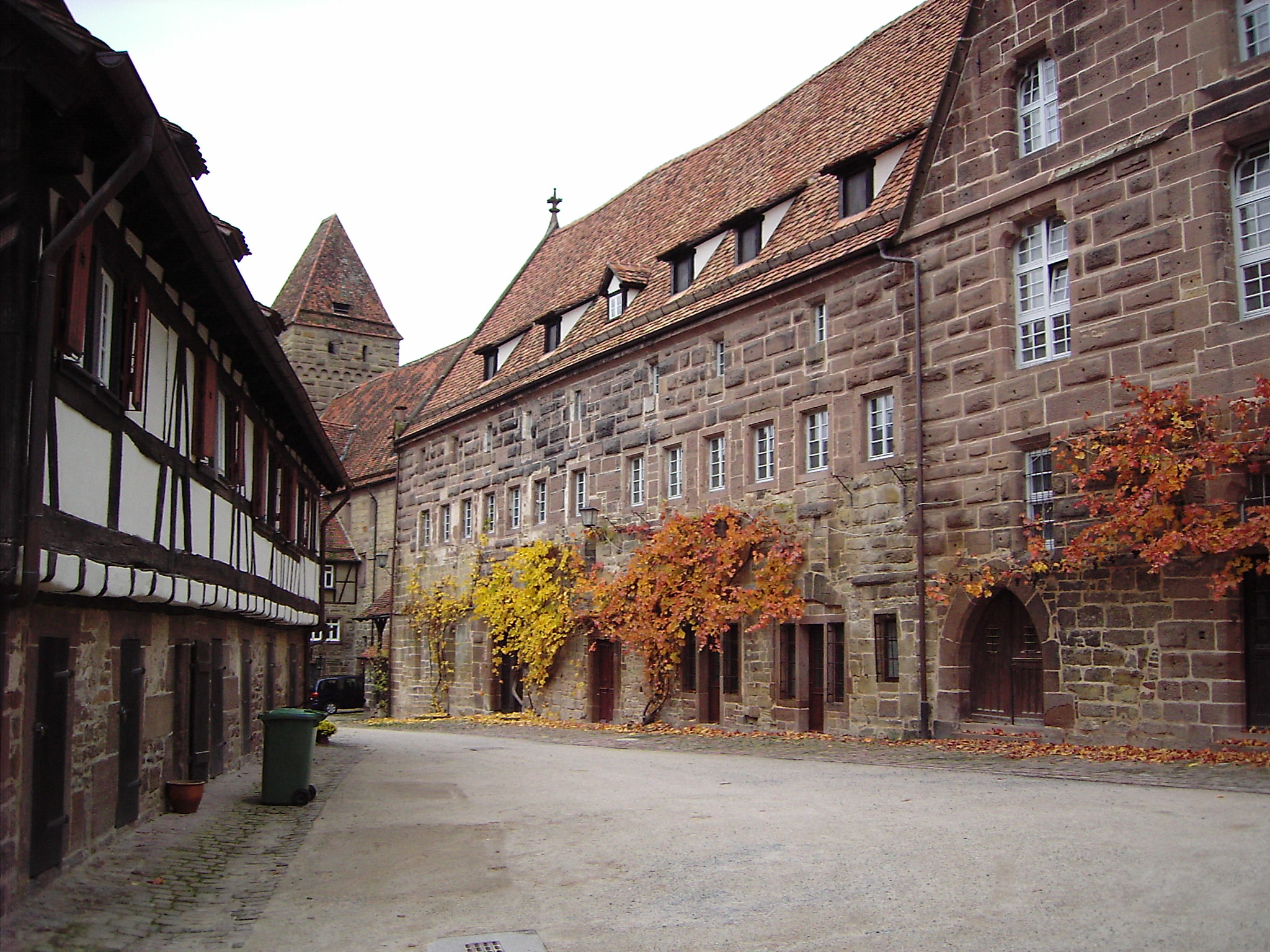
Klostermühle (heute Internatsgebäude des Evang. Seminars), rechts
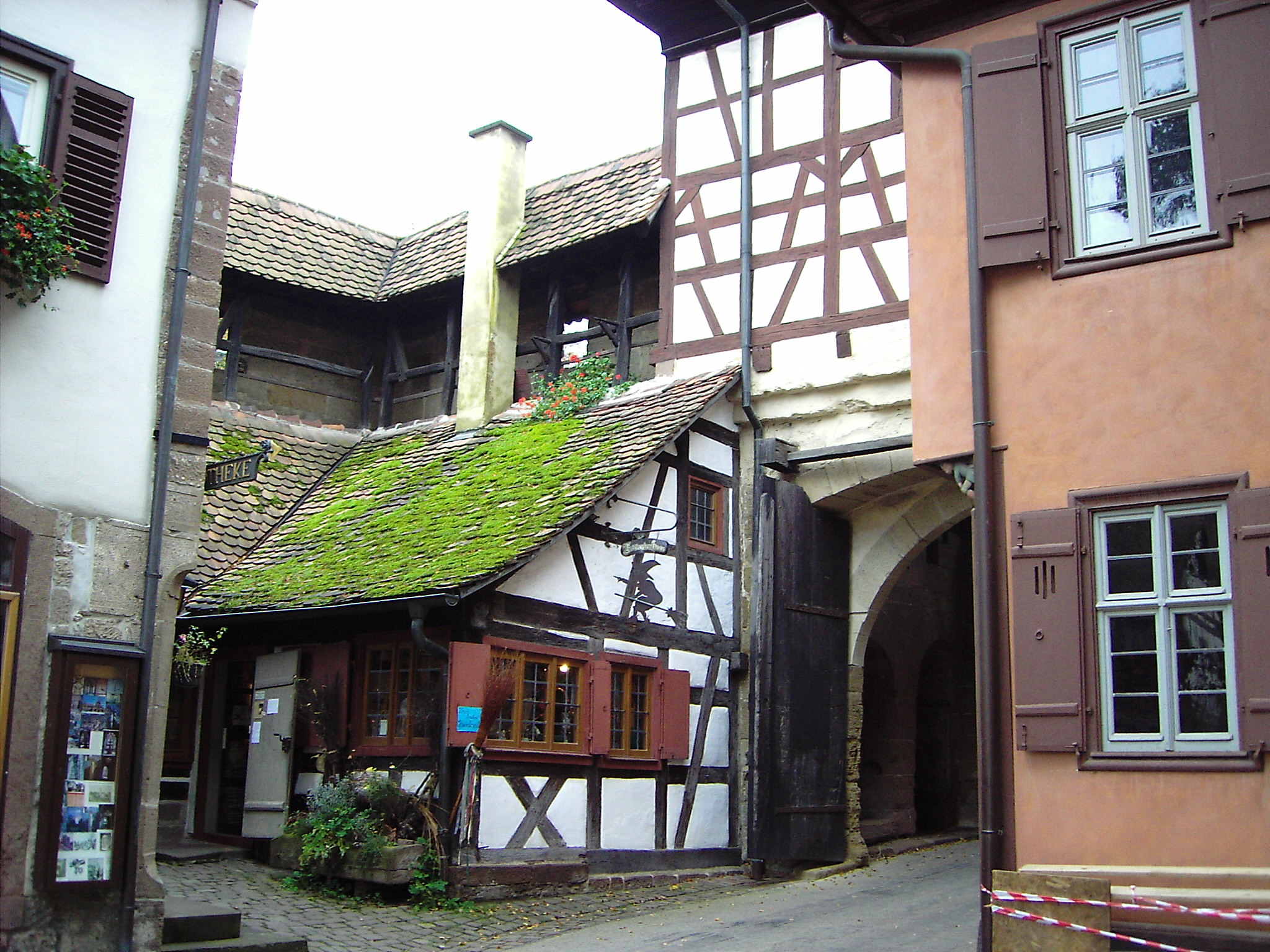
Wachhaus

### Orgeln

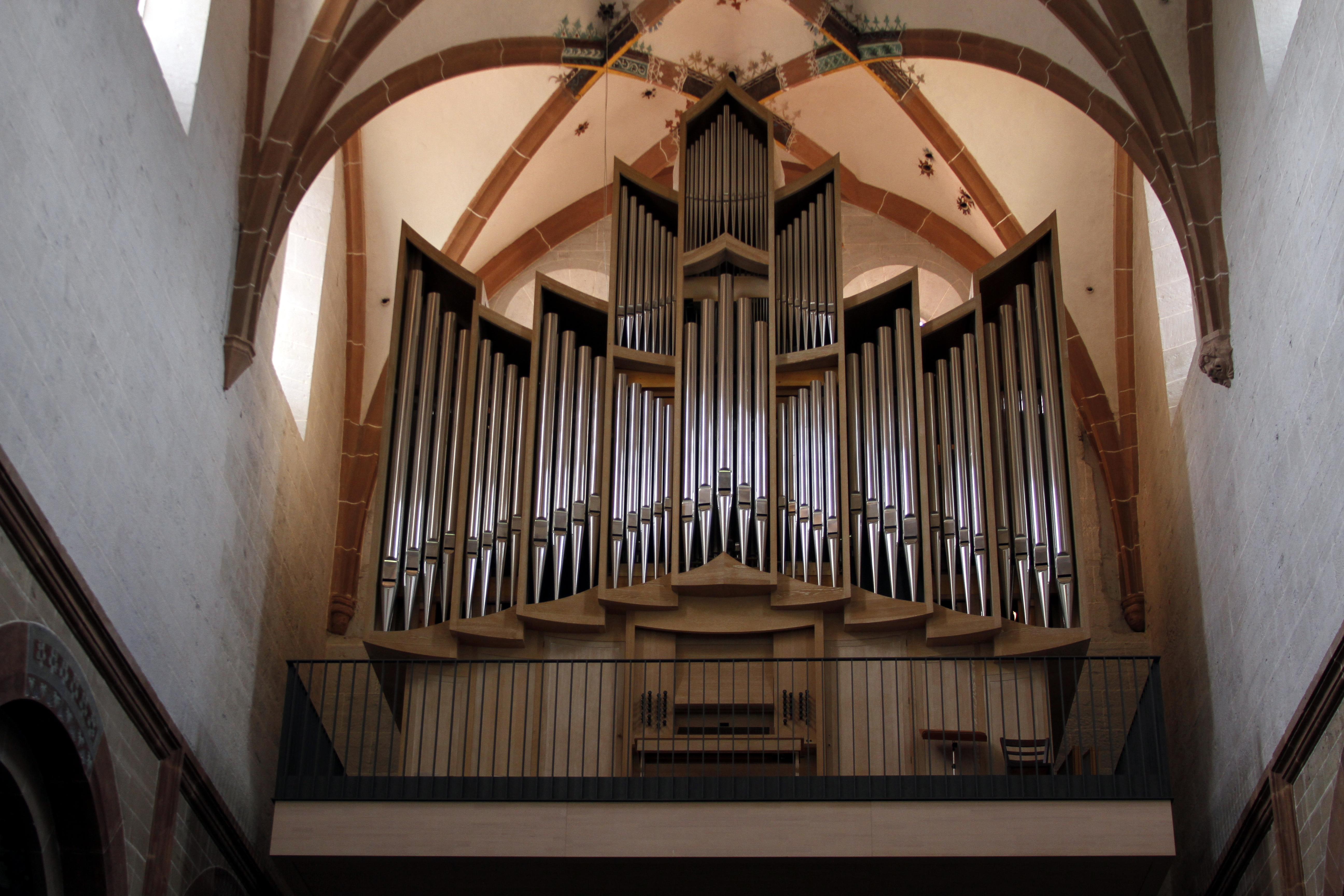
Grenzing-Orgel in der Klosterkirche

Im Kloster Maulbronn befinden sich zwei Orgeln. Bis zum Jahre 1972 befand sich in der Klosterkirche ein Werk des Orgelbauers Eberhard Friedrich Walcker aus dem Jahre 1849. Das Kegelladen-Instrument hatte 21 Register auf zwei Manualen und Pedal. Die Trakturen waren mechanisch.
Im Jahre 1972 wurde diese Orgel durch ein neues Instrument der Firma Walcker (Ludwigsburg) ersetzt, welches 38 Register auf drei Manualen und Pedal hatte. Das Instrument erwies sich bald als derart anfällig, dass im Jahre 2002 mit den Vorüberlegungen für einen Neubau begonnen wurde. Im Jahre 2010 wurde die Walcker-Orgel abgebaut.
Die heutige Hauptorgel der Klosterkirche wurde 2013 von dem Orgelbauer Gerhard Grenzing (Barcelona) erbaut. Das Schleifladen-Instrument hat 35 Register auf drei Manualen und Pedal.
| I Hauptwerk C–a3 |                   |       |
| 1.               | Principal         | 16′   |
| 2.               | Viola di Gamba    | 8′    |
| 3.               | Principal         | 8′    |
| 4.               | Rohrflöte         | 8′    |
| 5.               | Octave            | 4′    |
| 6.               | Spitzflöte        | 4′    |
| 7.               | Superoctave       | 2′    |
| 8.               | Cornett III       | 2 ⁄3′ |
| 9.               | Mixtur maior IV-V | 2′    |
| 10.              | Trompete          | 8′    |

| II Positiv C–a3 |                  |        |
| 11.             | Lieblich Gedackt | 8′     |
| 12.             | Salicional       | 8′     |
| 13.             | Rohrflöte        | 4′     |
| 14.             | Principal        | 4′     |
| 15.             | Quinte           | 2 ⁄3′  |
| 16.             | Doublette        | 2′     |
| 17.             | Terz             | 1 3⁄5′ |
| 18.             | Mixtur minor III | 1 ⁄3′  |
| 19.             | Klarinette       | 8′     |
|                 | Tremulant        |        |

| III Schwellwerk C–a3 |                      |     |
| 20.                  | Lieblich Gedackt     | 16′ |
| 21.                  | Flöte                | 8′  |
| 22.                  | Viola                | 8′  |
| 23.                  | Schwebung            | 8′  |
| 24.                  | Fugara               | 4′  |
| 25.                  | Traversflöte         | 4′  |
| 26.                  | Flageolet            | 2′  |
| 27.                  | Oboe                 | 8′  |
| 28.                  | Trompette harmonique | 8′  |
|                      | Tremulant            |     |

| Pedal C–f1 |               |     |
| 29.        | Principalbass | 16′ |
| 30.        | Subbass       | 16′ |
| 31.        | Octavbass     | 8′  |
| 32.        | Violoncello   | 8′  |
| 33.        | Choralbass    | 4′  |
| 34.        | Posaune       | 16′ |
| 35.        | Trompete      | 8′  |

- Koppeln: II/I, III/I, III/II, III/III (Suboktavkoppel); I/P, II/P, III/P (Normal- und Superoktavkoppel)

Im beheizbaren Winterspeisesaal, der auch als „Winterkirche“ bezeichnet wird, befindet sich eine Orgel der Orgelbaufirma Claudius Winterhalter (Oberharmersbach) aus dem Jahr 2000. Das Instrument hat 20 Register auf zwei Manualen und Pedal.
| I Hauptwerk C–a3 |              |       |
| 1.               | Principal    | 8′    |
| 2.               | Holzflöte    | 8′    |
| 3.               | Oktave       | 4′    |
| 4.               | Spitzflöte   | 4′    |
| 5.               | Doublette    | 2′    |
| 6.               | Quinte       | 1 ⁄3′ |
| 7.               | Mixtur III-V | 1 ⁄3′ |

| II Nebenwerk C–a3 |            |        |
| 8.                | Salicional | 8′     |
| 9.                | Gedeckt    | 8′     |
| 10.               | Fugara     | 4′     |
| 11.               | Rohrflöte  | 4′     |
| 12.               | Quinte     | 2 ⁄3′  |
| 13.               | Terz       | 1 3⁄5′ |
| 14.               | Principal  | 2′     |
| 15.               | Quinte     | 1 ⁄3′  |
| 16.               | Oboe       | 8′     |
|                   | Tremulant  |        |

| Pedalwerk C–f1 |            |     |
| 17.            | Subbass    | 16′ |
| 18.            | Octavbass  | 8′  |
| 19.            | Bassoctave | 4′  |
| 20.            | Fagott     | 16′ |

- Koppeln: II/I (auch als Suboktavkoppel); I/P, II/P (auch als Superoktavkoppel)

### Wasserversorgung

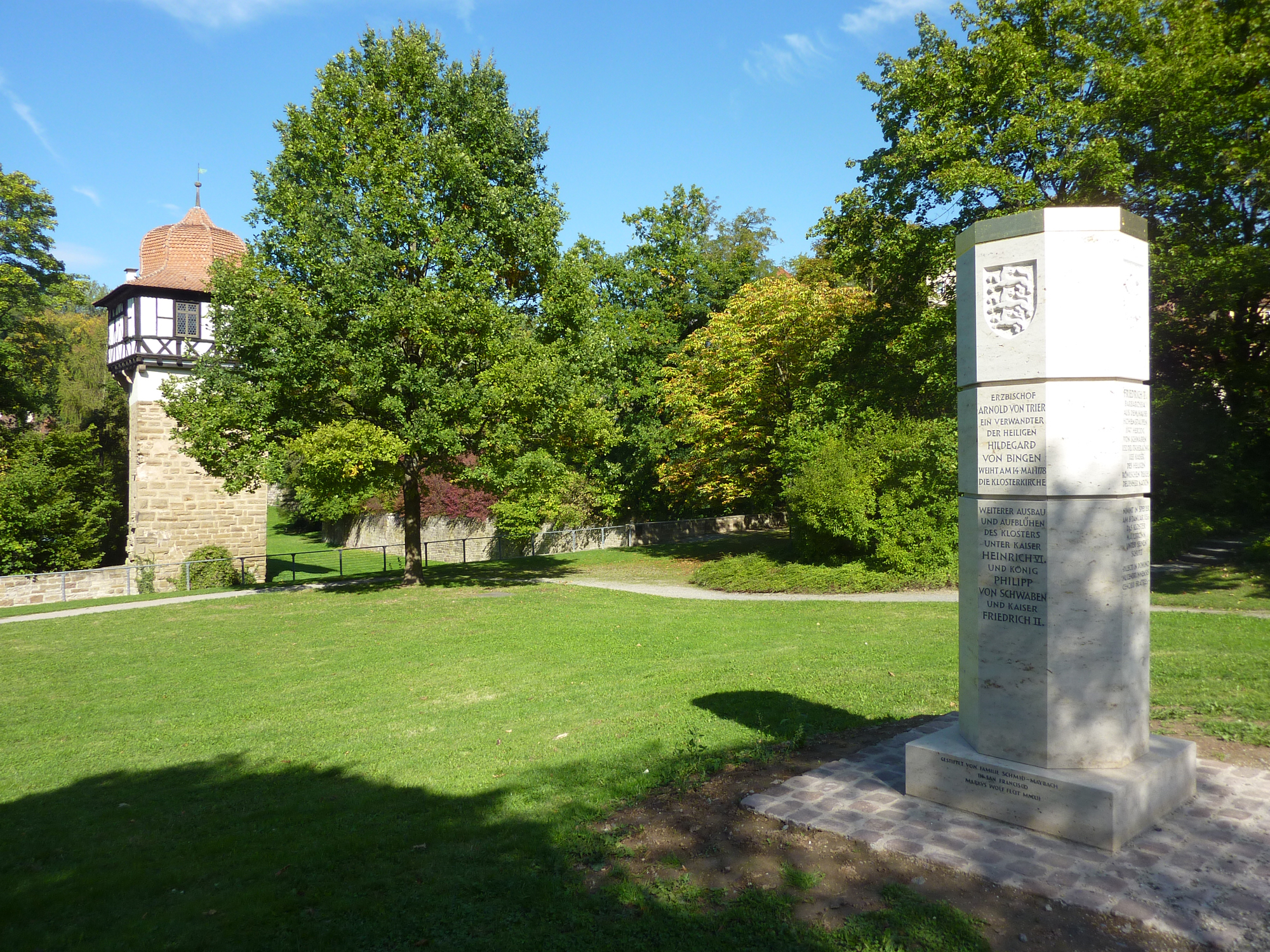
Stauferstele (2012 eingeweiht) mit Faustturm im Hintergrund

Das Klostergelände wird von der Salzach, dem linken Oberlauf des Rheinzuflusses Saalbach, unterquert. Um die Wasserversorgung des Klosters, insbesondere der Klostermühle, sicherzustellen und um Fischzucht zu betreiben, legten die Mönche zahlreiche Seen an. Oberhalb des Klosters lagen Speicherseen, die eine Verstetigung des wechselnden Wasserangebots ermöglichten. Zu ihnen gehörten der direkt an das Klostergelände angrenzende Tiefe See, der Roßweiher und der Hohenackersee. Unterhalb des Klosters lagen weitere Seen, die heute trockengelegt oder verlandet sind; einzig der Aalkistensee ist erhalten geblieben. Zudem wurden zahlreiche Wassergräben gebaut, die teilweise Wasserscheiden überquerten und so das vergleichsweise kleine Einzugsgebiet der Salzach vergrößerten. Neben dieser Versorgung mit Brauchwasser gab es Trinkwasserleitungen, die aus Quellen gespeist wurden und die Brunnen im Kloster speisten. Die Erhaltung des Wasserwirtschaftssystems war einer der Gründe, weshalb das Kloster Maulbronn in die Liste des UNESCO-Welterbes aufgenommen wurde.

## Sondermarken und -münzen
Zur Erhebung des Klosters Maulbronn zum UNESCO-Kultur- und -Naturerbe der Menschheit erschien am 22. Januar 1998 eine Sondermarke der Deutschen Bundespost, auf dem die Klosterkirche und der Grundriss des Klosters gezeigt werden.
Seit 2013 ist das Kloster auf der Rückseite einer 2-Euro-Gedenkmünze zu sehen (Bundesländer-Serie). Das Motiv wurde vom Pforzheimer Flachgraveur Eugen Ruhl (Kürzel er) entworfen und zeigt die Vorhalle der Klosterkirche Maulbronn (Paradies) von 1220 und den dreischaligen Brunnen.

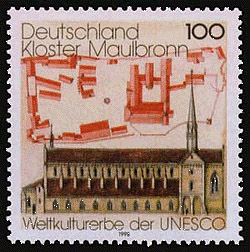
Briefmarke von 1998
2-Euro-Gedenkmünze aus der Bundesländer-Serie von 2013

## Legenden

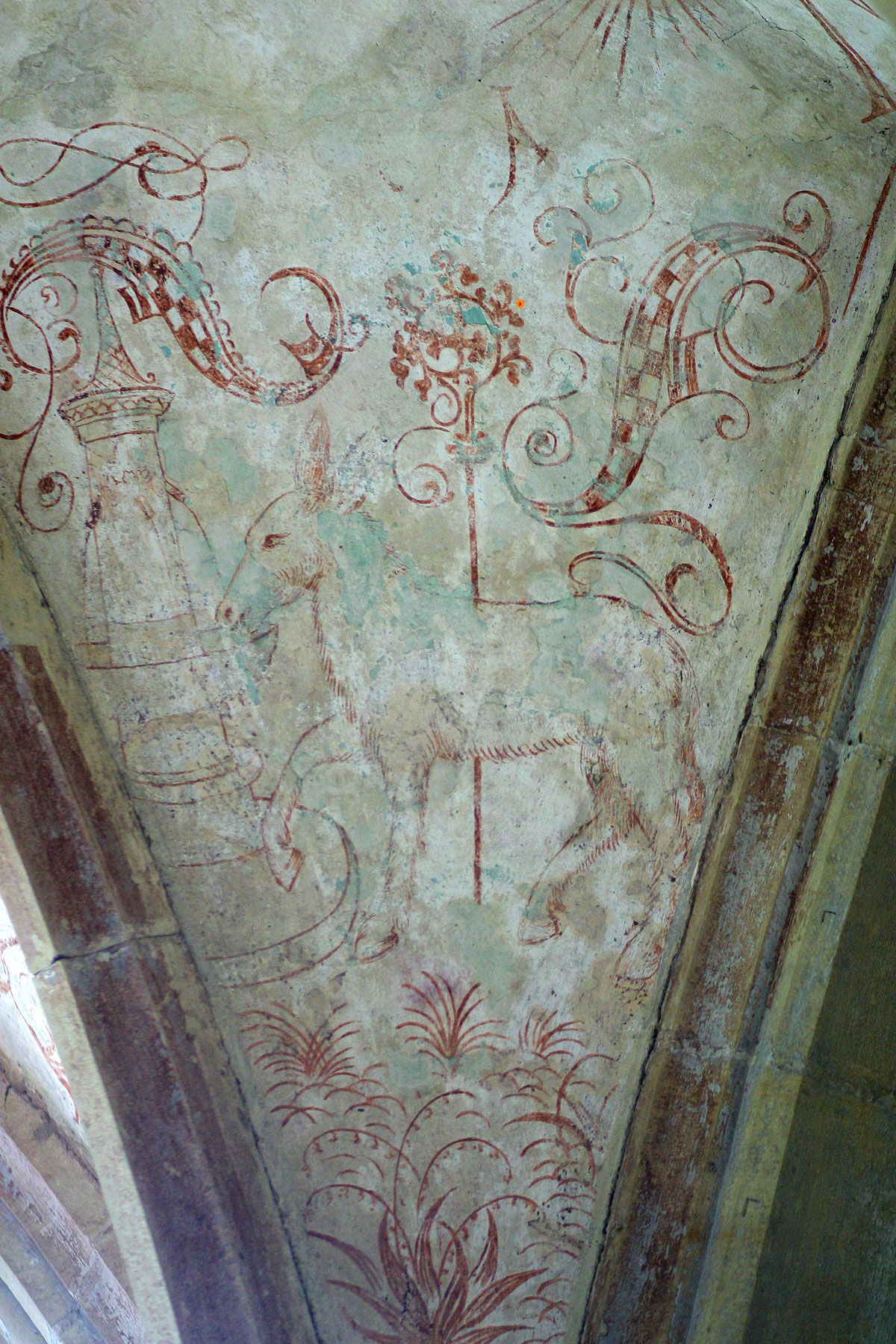
Darstellung der Gründungslegende im Gewölbe des Brunnenhauses

Ein Maultier findet den Ort für die Klostergründung
Ein Wappen an der Quellennische zeigt die Gründungslegende, in der es heißt, dass die Mönche unentschlossen waren, wo sie das Kloster bauen sollten. Sie beluden deshalb ein Maultier mit den Klosterschätzen und ließen es laufen. Das Maultier blieb an der Stelle des heutigen Brunnens (= Bronn) stehen, warf den Klosterschatz ab und scharrte mit dem Huf. Dort schoss sogleich eine Wasserfontäne empor, die die Mönche im Brunnen und später im Brunnenhaus fassten. So habe das Kloster Standort und den Namen Maulbronn erhalten.
Erfindung der Maultasche durch die Maulbronner Mönche
Eine von mehreren Legenden, wie die schwäbische Maultasche erfunden wurde, verweist auf das Kloster Maulbronn. Sie ist erst seit dem späten 20. Jahrhundert gängig und geht auf die Autorin und Konservatorin am Stuttgarter Württembergischen Landesmuseum Elke Knittel (1946–2007) zurück. In älteren Lexika des Schwäbischen ist sie nicht belegt. Im Rahmen der Berichterstattung zum Maulbronner Klosterfest 1978 erwähnte die Pforzheimer Zeitung beiläufig, dass die Maultasche „der Sage nach eine Erfindung eines gewitzten und findigen Klostermönches“ sei. 1986 veröffentlichte Knittel im Selbstverlag das Buch Wie Jakob die Maultasche erfand. Knittel gibt darin an, dass ein Laienbruder der im Kloster Maulbronn ansässigen Zisterziensermönche in der Fastenzeit das Fleisch vor dem Herrgott habe verstecken, ihn so also „bescheißen“ wollen. Im Volksmund habe dies zum Beinamen „Herrgottsbscheißerle“ geführt. Das Kloster Maulbronn übernahm diese Darstellung. Das Wort Maultasche sei eine Verkürzung der Bezeichnung Maulbronner Nudeltasche.

## Sonstiges
Das Kloster war einer der Drehorte des Historienfilms Vision – Aus dem Leben der Hildegard von Bingen (2009) von Margarethe von Trotta.